# Zugspitze
Die Zugspitze ist mit 2962 m ü. NHN der höchste Gipfel des Wettersteingebirges und gleichzeitig Deutschlands höchster Berg.
Das Zugspitzmassiv liegt südwestlich von Garmisch-Partenkirchen in Bayern und im Norden Tirols. Ein Teil des Zugspitzmassivs liegt auf österreichischem Staatsgebiet, über seinen Westgipfel verläuft die Grenze zwischen Deutschland und Österreich. Südlich des Berges schließt sich das Zugspitzplatt an, eine Karst-Hochfläche mit zahlreichen Höhlen. An den Flanken der Zugspitze befinden sich zwei der insgesamt vier bayerischen Gletscher: der Nördliche Schneeferner, der in seinem Bestand stark gefährdet ist, und der Höllentalferner.
Die erste namentlich nachgewiesene Besteigung der Zugspitze gelang 1820 dem Vermessungsingenieur und damaligen Leutnant des bayerischen Heeres Josef Naus, seinem Messgehilfen Maier und dem Bergführer Johann Georg Tauschl. Heute gibt es drei Normalwege auf den Gipfel: Von Nordosten aus dem Höllental, von Südosten aus dem Reintal und von Westen über das Österreichische Schneekar. Mit dem Jubiläumsgrat führt eine der bekanntesten Gratrouten der Ostalpen auf die Zugspitze.
Der Berg ist heute mit drei Bergbahnen – der Tiroler Zugspitzbahn, der Bayerischen Zugspitzbahn und der Seilbahn Zugspitze – erschlossen. Im Winter bedienen außerdem mehrere Skilifte ein Skigebiet auf dem Zugspitzplatt. Die Tiroler Zugspitzbahn und die Seilbahn Zugspitze sind Seilbahnen. Die Bayerische Zugspitzbahn ist eine Zahnradbahn, die auf Schienen und meistens in Tunneln zum Zugspitzplatt einige hundert Meter unterhalb der Zugspitze fährt, von wo aus eine weitere Luftseilbahn zur Zugspitze führt.

## Name
Ab dem frühen 14. Jahrhundert begann die Aufnahme von Namen aus dem Wettersteingebirge in Verträge und Karten, die sich im 15. Jahrhundert intensivierte. 1536 wurde ein Grenzvertrag aus dem Jahr 1500 präzisiert, in dem der Verlauf über eine „Schartten“ festgelegt wurde. Im 17. Jahrhundert bekam die Scharte im Vertrag die Ergänzung „jetzt Zugspüz genant“. Die erwähnte Scharte bezieht sich auf einen Geländeeinschnitt am Gipfel der Zugspitze und wird in weiteren Quellen immer wieder verwendet. Im Mittelalter war „Scharte“ der verbreitete Name für die Zugspitze.

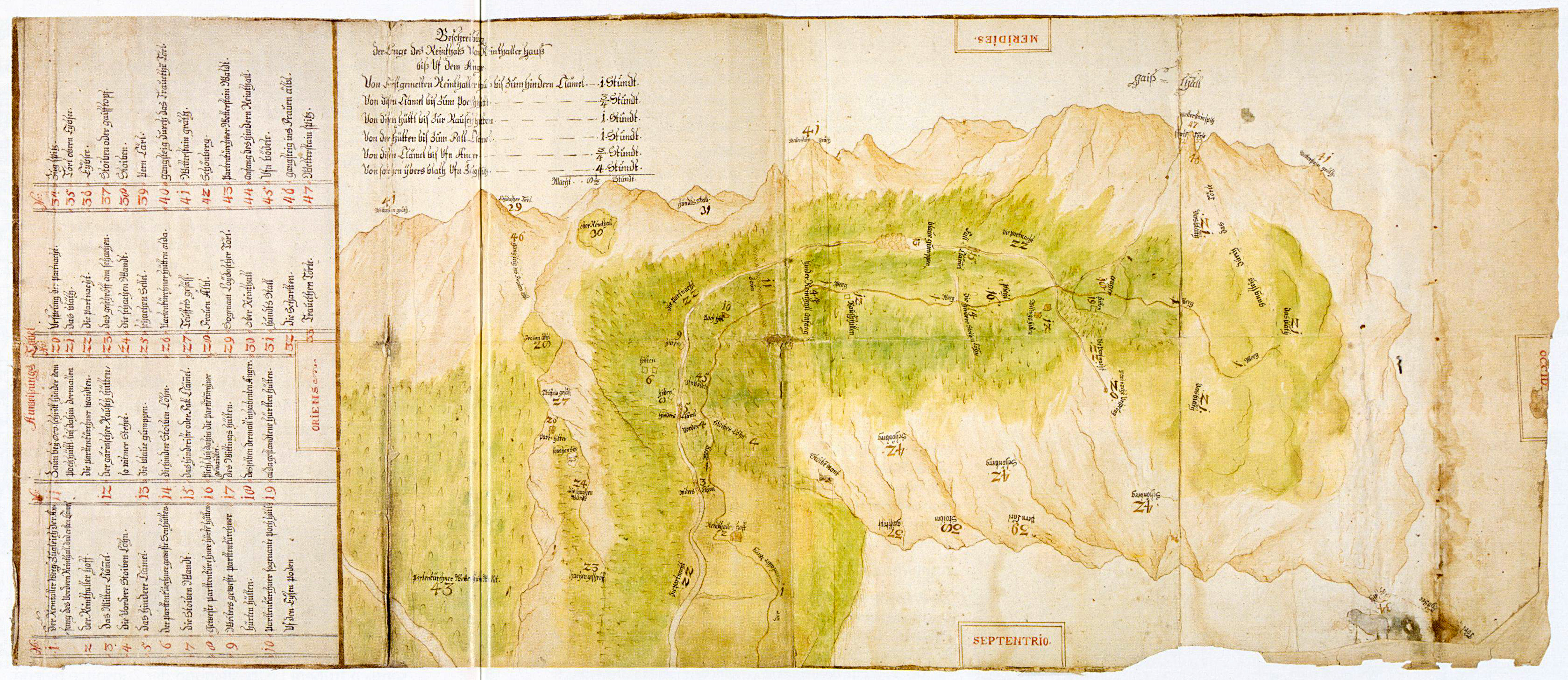
Augenscheinkarte des Reintals mit dem Zugspitzplatt um 1730

Die Zugspitze wurde erstmals 1590 namentlich erwähnt. In einer Beschreibung der Grenze zwischen der Grafschaft Werdenfels und Österreich heißt es, dass selbige „von dem Zugspitz und über den Derle“ und weiter zu einer Loisach-Brücke verläuft. Ein weiterer Grenzvertrag besagte 1656: „Der höchste Wetterstain oder Zugspitz“. Aus der ersten Hälfte des 18. Jahrhunderts stammt eine Karte, die das Reintal in der Grafschaft Werdenfels zeigt. Sie stellt das Reintal vom Reintaler Hof bis zum Zugspitzplatt dar und enthält markante Punkte in der Umgebung, Details zur Weidenutzung und Wegverläufe, darunter auch den Weg über den damals wesentlich größeren Schneeferner in die Gipfelregionen der Zugspitze. Ein eindeutiger Weg zum Gipfel ist auf der Karte nicht zu erkennen. In der Franziszeischen Landesaufnahme Tirol (1816–1821) wird die Zugspitze Wetterstein od. Plattacher Kogl od. Zugspitze (nach dem früher auch Plattacher Ferner genannten Schneeferner) genannt.
Der Name der Zugspitze leitet sich vermutlich von den „Zugbahnen“ der Lawinen ab, die hier im Winter von den oberen Bereichen des Massivs ins Tal abgehen und charakteristische Lawinenüberreste mit Steinen und Geröll hinterlassen. Beim Eibsee gibt es mehrere Flurstücke mit dem gleichen Namensbezug: Zug, Zuggasse, Zugstick, Zugmösel oder Zugwankel. Bis ins 19. Jahrhundert war als Name der Zugspitz gebräuchlich. In der Franziszeischen Landesaufnahme und in einer Karte aus dem Jahr 1836 wurde daraus die Zugspitze.

## Geographie

### Lage und Umgebung

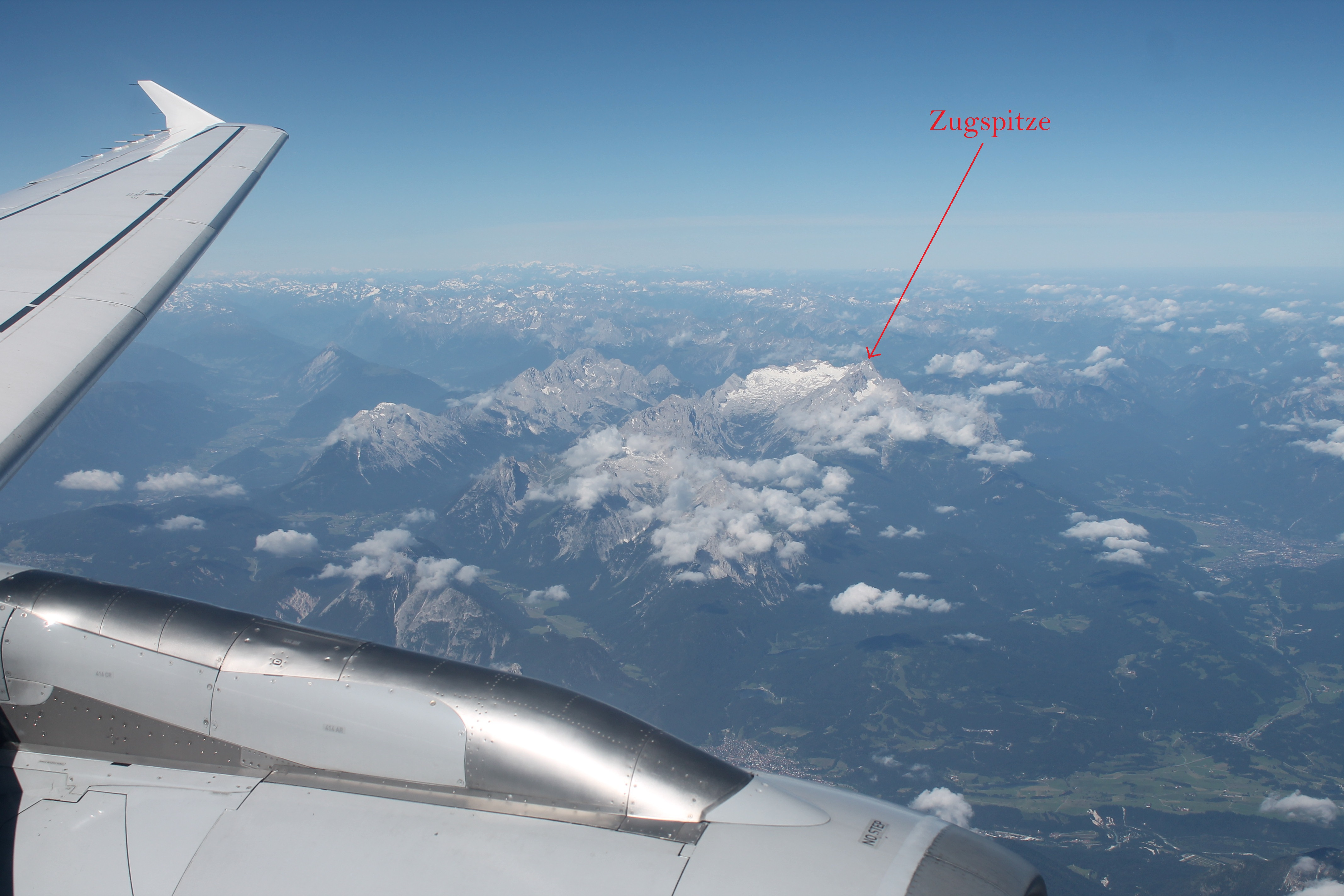
Luftbild aus 10.000 Meter Höhe vom Wettersteingebirge und der Zugspitze

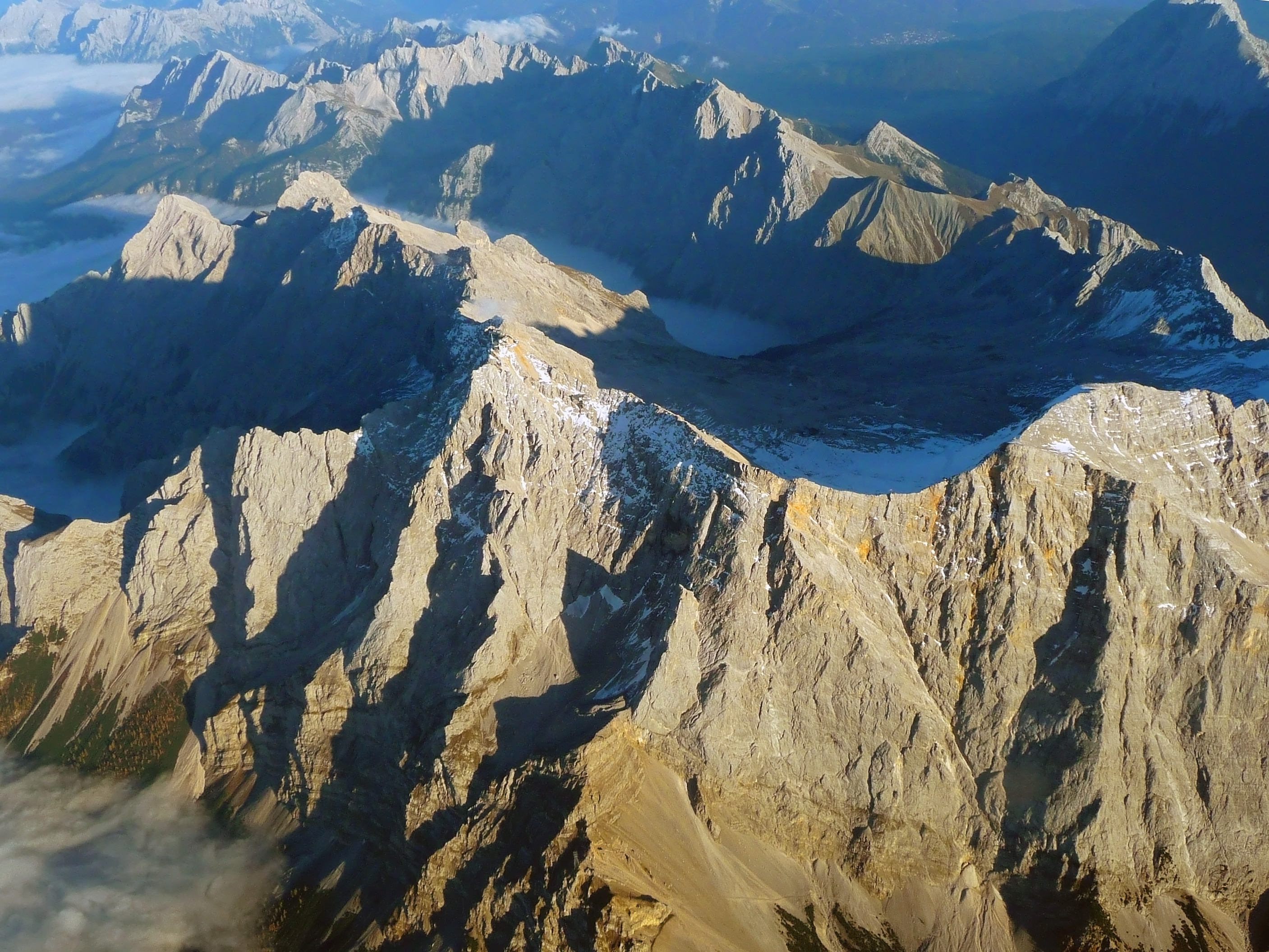
Luftbild

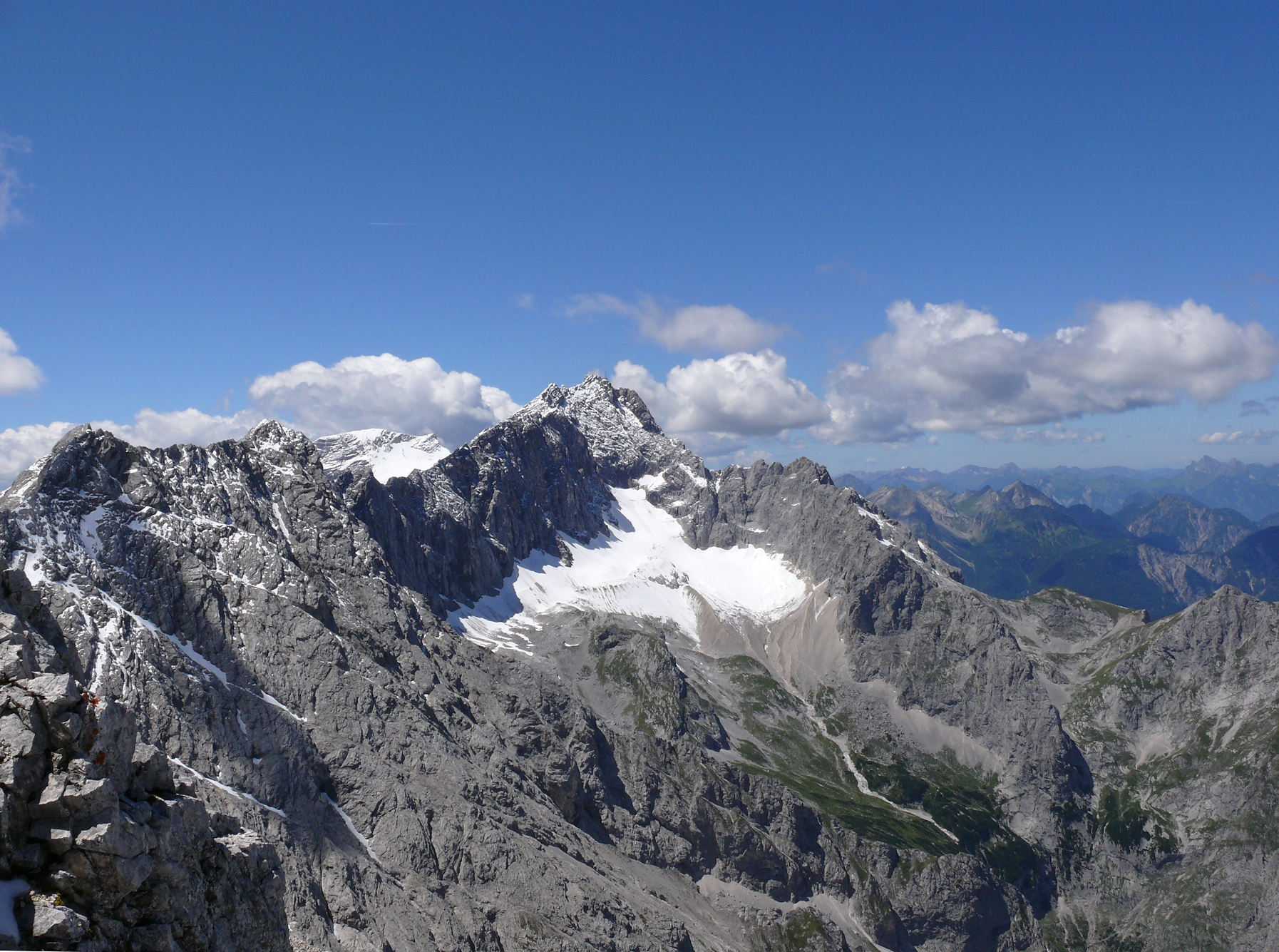
Blick von der Alpspitze auf den Zugspitzgipfel mit Höllentalferner 2007

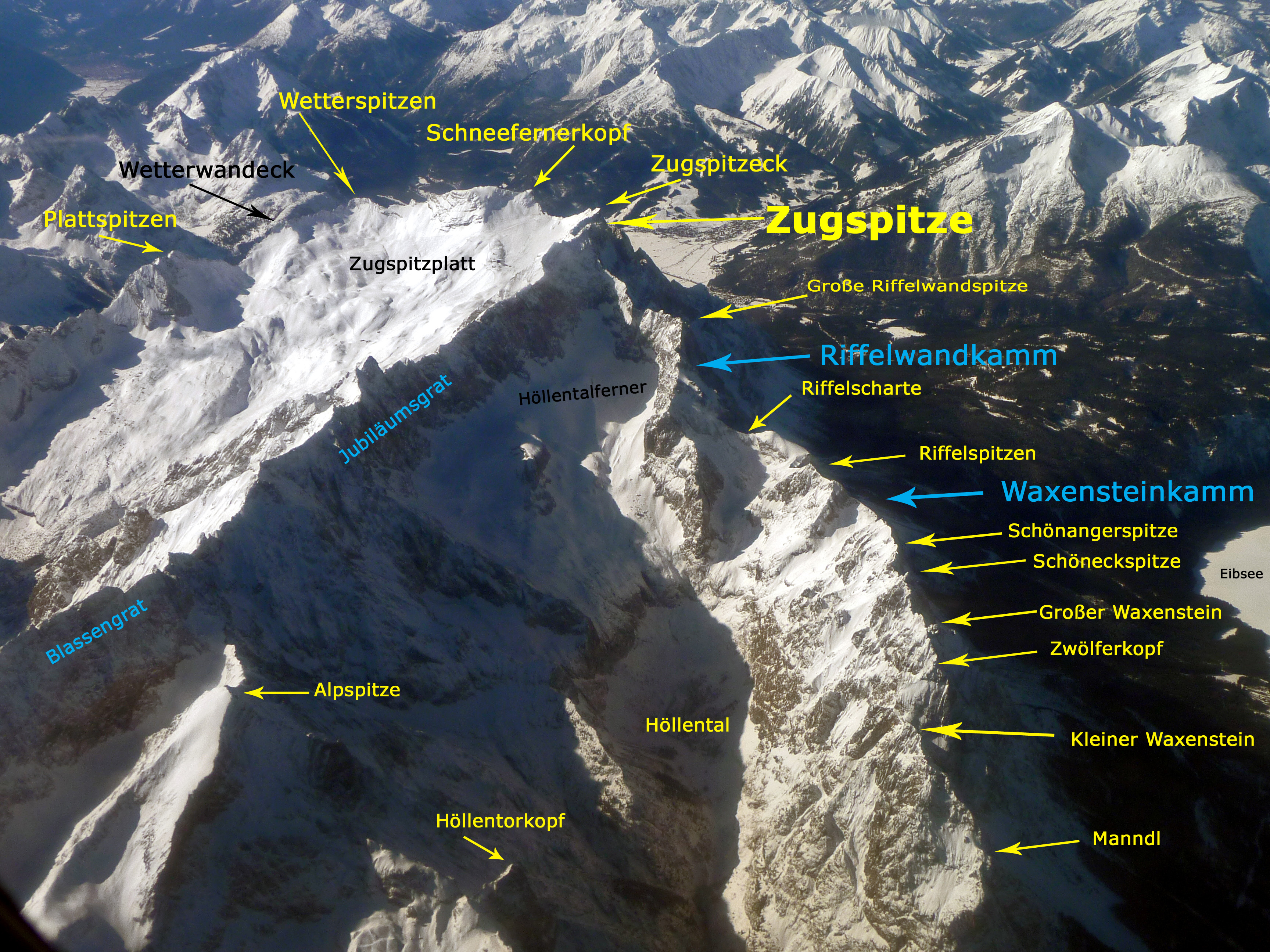
Luftbild des Zugspitzmassivs mit Erklärungen

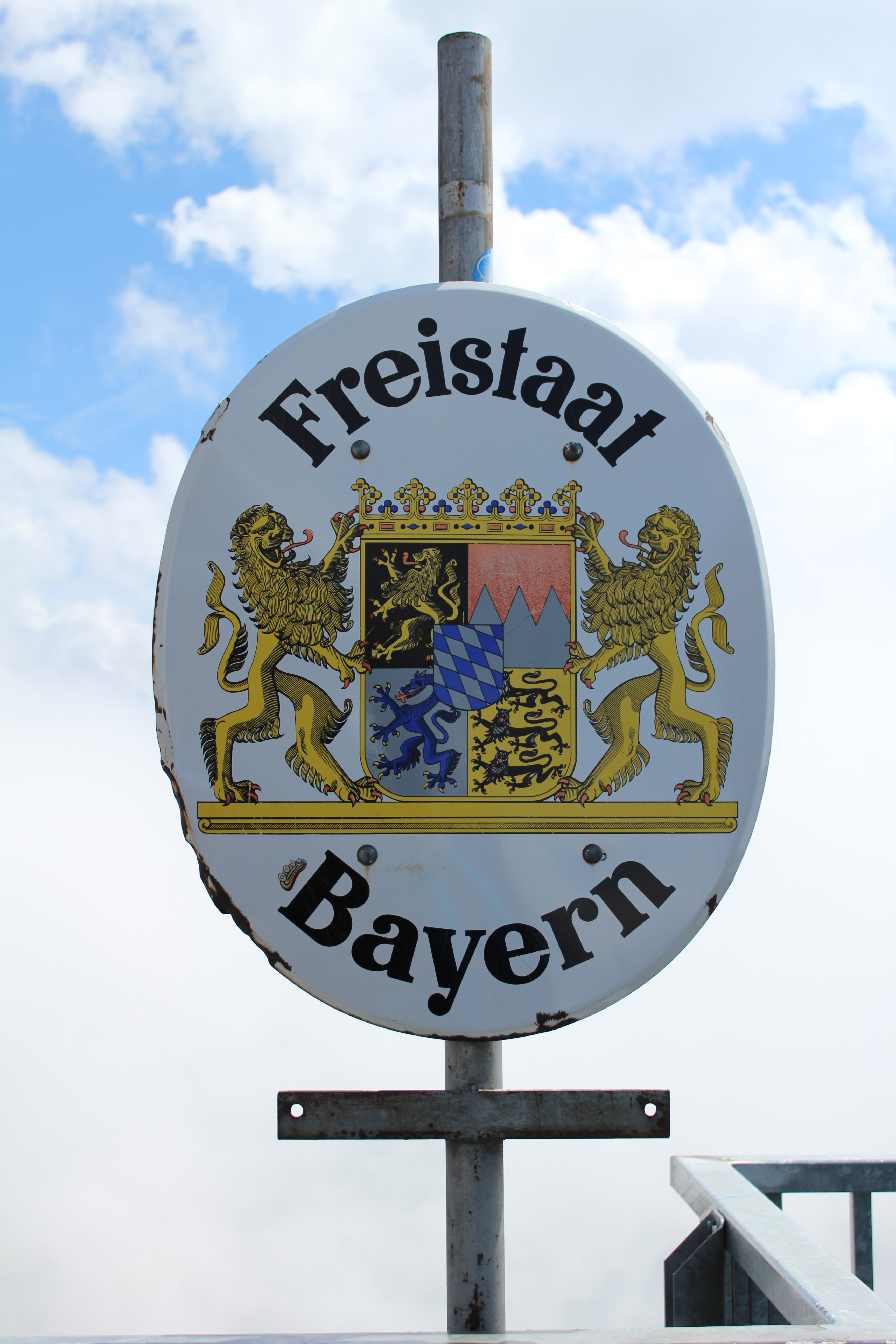
Das Grenzschild des Freistaates Bayern zu Tirol auf der Zugspitze.

Die Zugspitze ist mit einer Höhe von 2962 Metern (Ostgipfel) der höchste Berg des Zugspitzmassivs. Dieser Wert nach dem Amsterdamer Pegel wird als offizielle Höhe vom Landesamt für Digitalisierung, Breitband und Vermessung genannt. Nach dem in Österreich verwendeten 27 cm tiefer liegenden Triester Pegel wird dieselbe Höhe angegeben. Ursprünglich hatte die Zugspitze drei Gipfel: Ost-, Mittel- und Westgipfel. Als einziger davon ist der vollständig in Deutschland liegende Ostgipfel in seiner ursprünglichen Form erhalten geblieben. Der Mittelgipfel fiel 1930 einer Seilbahn-Gipfelstation zum Opfer. 1938 wurde der Westgipfel gesprengt, um Bauplatz für eine geplante Flugleitstelle der Wehrmacht zu gewinnen. Diese wurde jedoch nie gebaut. Ursprünglich hatte die Höhe des Westgipfels 2964 m betragen.
Die Zugspitze erhebt sich elf Kilometer südwestlich von Garmisch-Partenkirchen und knapp sechs Kilometer östlich von Ehrwald. Über den Westgipfel verläuft die Grenze zwischen Deutschland und Österreich. Damit gehört das Zugspitzmassiv zum deutschen Bundesland Bayern und zum österreichischen Tirol. Die verwaltenden Gemeinden sind auf bayerischer Seite Grainau und Garmisch-Partenkirchen, auf der Tiroler Seite Ehrwald. Nach Westen fällt das Zugspitzmassiv in das Tal der Loisach ab, die das Massiv nach Nordosten in einem Bogen umfließt, während im Osten die Flüsse Hammersbach und Partnach entspringen. Südlich trennt das Gaistal mit der Leutascher Ache das Wettersteingebirge von der Mieminger Kette. Im Norden befindet sich der Eibsee zu Füßen der Zugspitze. Der nächsthöhere Berg in der Umgebung ist der Zwölferkogel (2988 m) in den Stubaier Alpen, so dass für die Zugspitze der Dominanz-Wert 25,8 km beträgt. Als Referenzpunkt für die Schartenhöhe dient die Parseierspitze (3036 m). Um sie von der Zugspitze zu besteigen, muss bis zum Fernpass (1216 m) abgestiegen werden, so dass sich eine Schartenhöhe von 1746 m ergibt.

#### Zugspitzmassiv
Das Massiv der Zugspitze umfasst weitere Gipfel. Nach Süden wird das Zugspitzplatt in einem Bogen vom Zugspitzeck (2820 m) und Schneefernerkopf (2874 m), den Wetterspitzen (2747 m), dem Wetterwandeck (2698 m), den Plattspitzen (2679 m) sowie den Gatterlköpfen (2490 m) umrahmt. Das Massiv endet mit dem Gatterl (2024 m), einer Scharte zum Hochwanner hin. Von der Zugspitze nach Osten verläuft der Jubiläumsgrat in Richtung Alpspitze und Hochblassen über die Höllentalspitzen. In nordöstlicher Richtung zieht der kurze Riffelwandkamm über die Riffelwandspitzen (2626 m) und die Riffelköpfe (2459 m), zur Riffelscharte (2161 m). Von hier verläuft der Waxensteinkamm über die Riffelspitzen bis hin zum Waxenstein.

#### Zugspitzplatt
Das Platt (auch Zugspitzplatt) ist eine Hochfläche unterhalb des Zugspitzgipfels in südlicher und südöstlicher Richtung auf einer Höhe zwischen 2000 und 2650 m. Es bildet den Abschluss des Reintals und ist durch Verwitterung, Verkarstung und glaziale Überprägung entstanden. Die Fläche enthält Rundhöcker, Dolinen, Karren oder Schratten als Folge der Eiszeiten. Außerdem sind von verschiedenen Kaltzeiten Moränen zurückgeblieben. Zu Beginn des 19. Jahrhunderts war das Platt zum letzten Mal vollständig vergletschert. Heute besteht es zu 52 % aus Schutt, zu 32 % aus anstehendem Gestein und zu 16 %, vor allem im mittleren und unteren Bereich, aus Böden mit Vegetation.
Die Mariä-Heimsuchung-Kapelle besteht seit 1981.

### Naturräumliche Zuordnung
Die Zugspitze gehört in der naturräumlichen Haupteinheitengruppe Nördliche Kalk-Ostalpen (Nr. 93; Teil der Nördlichen Kalkalpen), in der Haupteinheit Inntaler Riffkalkketten (933) und in der Untereinheit Wettersteingebirge (933.0) zum Naturraum Wettersteinketten (933.04).
Angrenzende Naturräume im Uhrzeigersinn sind: Die Landschaft fällt nach Nordosten in den vom Hammersbach durchflossenen Naturraum Höllental (933.01) ab und nach Osten in den von der Partnach durchflossenen Naturraum Reintal (933.02). Nach Süden leitet sie zu den Wetterspitzen über, um von dort in den zum Naturraum Leutasch (930.32) zählenden Teil Obere Leutasch (930.320) abzufallen. Nach Südwesten bis Westen fällt sie direkt in den Naturraum Ehrwalder Becken (Lermooser Becken; 930.22) ab, der in der Haupteinheit Becken und Talboden zwischen den Hauptgruppen der Nördlichen Kalk-Ostalpen (930) zur Untereinheit Fernpaß-Loisachtaler Becken und Talböden (930.2) gehört. Nach Nordwesten fällt die Landschaft in den am Hohen Egg und an den Pollerköpfen liegenden Naturraum Nordwestlicher Wettersteinsockel (Törlenplatte; 933.00) ab. Nach Norden fällt sie zur beim Eibsee gelegenen Eibseeplatte (930.250) ab und nach Nordosten unter anderem über den Waxenstein zum Südlichen Werdenfelser Mittelgebirge (930.251), die beide Teile des Naturraums Werdenfelser Mittelgebirge (930.25) sind.

### Klima
Klimatisch gesehen liegt die Zugspitze in der gemäßigten Klimazone und im Bereich der Westwindzone. Als erstes hohes orografisches Hindernis dieser Westwinde in den Alpen ist die Zugspitze Wetterereignissen besonders ausgesetzt. Es kommt zum „Nordstau der Alpen“, der die feuchten Luftmassen staut und für intensive Niederschläge sorgt. Andererseits hat die Zugspitze damit gleichzeitig eine abschirmende Funktion für südlicher gelegene Alpenteile. Dem Nordstau entgegengesetzt wirkt die Föhn-Wetterlage, die an 60 Tagen pro Jahr in der Region auftritt. Dabei strömen trockene und warme Luftmassen von Süd nach Nord. Sie können im Winter für außergewöhnlich hohe Temperaturen sorgen. Allerdings herrscht auf der Zugspitze trotzdem durchschnittlich an 310 Tagen Frost. Im August 2024 wurde erstmals ein Monat ohne Frosttag verzeichnet.
Für die Normalperiode zwischen 1961 und 1990 betrug der jährliche Durchschnittsniederschlag auf der Zugspitze 2003,1 mm, niederschlagsreichster Monat war dabei der April mit 199 mm, niederschlagsärmster der Oktober mit 108,8 mm. Die durchschnittliche Temperatur in dieser Normalperiode betrug −4,8 Grad Celsius, wobei der Juli sowie der August mit 2,2 °C am wärmsten und der Februar mit −11,4 °C am kältesten waren. Durchschnittlich schien die Sonne in der Normalperiode an 1846,3 Stunden im Jahr, am sonnenreichsten war der Oktober mit 188,8 Stunden und am sonnenärmsten der Dezember mit 116,1 h. 2009 war gemäß der Wetterbilanz des Deutschen Wetterdienstes die Zugspitze mit −4,2 °C im Jahresmittel der kälteste Ort Deutschlands.
Die tiefste gemessene Temperatur auf der Zugspitze betrug am 14. Februar 1940 −35,6 °C. Der 5. Juli 1957 brachte die höchste; ihr Wert betrug 17,9 °C. Eine Sturmbö vom 12. Juni 1985 erreichte mit 335 km/h die höchste auf der Zugspitze gemessene Windgeschwindigkeit. Die höchste gemessene Schneehöhe war mit 7,80 m am 26. April 1980.
|                        | Jan   | Feb   | Mär   | Apr  | Mai   | Jun   | Jul   | Aug   | Sep   | Okt   | Nov   | Dez   |   |      |
| Mittl. Temperatur (°C) | −11,2 | −11,4 | −10,2 | −7,5 | −3,1  | −0,1  | 2,2   | 2,2   | 0,5   | −2,1  | −7,1  | −9,7  | ⌀ | −4,8 |
| Mittl. Tagesmax. (°C)  | −8,6  | −8,7  | −7,5  | −4,6 | 0,0   | 2,8   | 5,1   | 5,1   | 3,2   | 0,4   | −4,6  | −7,1  | ⌀ | −2   |
| Mittl. Tagesmin. (°C)  | −13,6 | −13,8 | −12,6 | −9,9 | −5,4  | −2,4  | −0,1  | 0,0   | −1,8  | −4,3  | −9,5  | −12,3 | ⌀ | −7,1 |
|                        |       |       |       |      |       |       |       |       |       |       |       |       |   |      |
| Niederschlag (mm)      | 188,6 | 153,6 | 185,7 | 199  | 171,9 | 185,2 | 183,3 | 170,3 | 114,9 | 108,8 | 158,2 | 183,5 | Σ | 2003 |
|                        |       |       |       |      |       |       |       |       |       |       |       |       |   |      |
| Sonnenstunden (h/d)    | 3,8   | 4,3   | 5,0   | 4,9  | 5,3   | 4,9   | 5,6   | 5,8   | 5,9   | 6,1   | 4,3   | 3,7   | ⌀ | 5    |
|                        |       |       |       |      |       |       |       |       |       |       |       |       |   |      |
| Regentage (d)          | 16    | 14    | 16    | 16   | 16    | 18    | 17    | 16    | 12    | 10    | 13    | 15    | Σ | 179  |
|                        |       |       |       |      |       |       |       |       |       |       |       |       |   |      |
| Luftfeuchtigkeit (%)   | 77    | 77    | 80    | 86   | 88    | 91    | 88    | 87    | 81    | 71    | 75    | 74    | ⌀ | 81,3 |

| −13,6 |

| −13,8 |

| −12,6 |

| −9,9 |

| −5,4 |

| −2,4 |

| −0,1 |

| 0,0 |

| −1,8 |

| −4,3 |

| −9,5 |

| −12,3 |

| −13,6 |

| −13,8 |

| −12,6 |

| −9,9 |

| −5,4 |

| −2,4 |

| −0,1 |

| 0,0 |

| −1,8 |

| −4,3 |

| −9,5 |

| −12,3 |

### Geologie
Alle gebirgsbildenden Schichten bestehen aus Sedimenten des Mesozoikums, die sich ursprünglich auf dem Meeresboden abgelagert haben. Der Sockel des Berges besteht aus Alpinem Muschelkalk, der obere Bereich wird von Wettersteinkalk gebildet. Mit bis zu 800 m hohen Steilwänden bildet vorwiegend Wettersteinkalk aus der oberen Trias die Wände, Grate, Türme und das Gipfelgestein des Gebirges. Aufgrund des häufigen Vorkommens von marinen Kalkalgen im Wettersteinkalk ist davon auszugehen, dass dieses Gestein einst in einer Lagune entstand. Die Farbe des Gesteins variiert zwischen grauweiß und hellgrau bis gefleckt. An mehreren Stellen sind Blei und Zinkerze enthalten. Diese Bodenschätze wurden zwischen 1827 und 1918 im Höllental durch Bergbau gewonnen. Die dunkelgrauen, fast waagerechten und zum Teil mit Gras bewachsenen Schichten des Muschelkalks ziehen sich vom Fuß der Großen Riffelwandspitze bis zu den Ehrwalder Köpfen hin. Bei einem Blick auf die Zugspitznordwand ist zu erkennen, dass das Bergmassiv aus ursprünglich zwei Gebirgen bestand, die übereinander geschoben wurden.

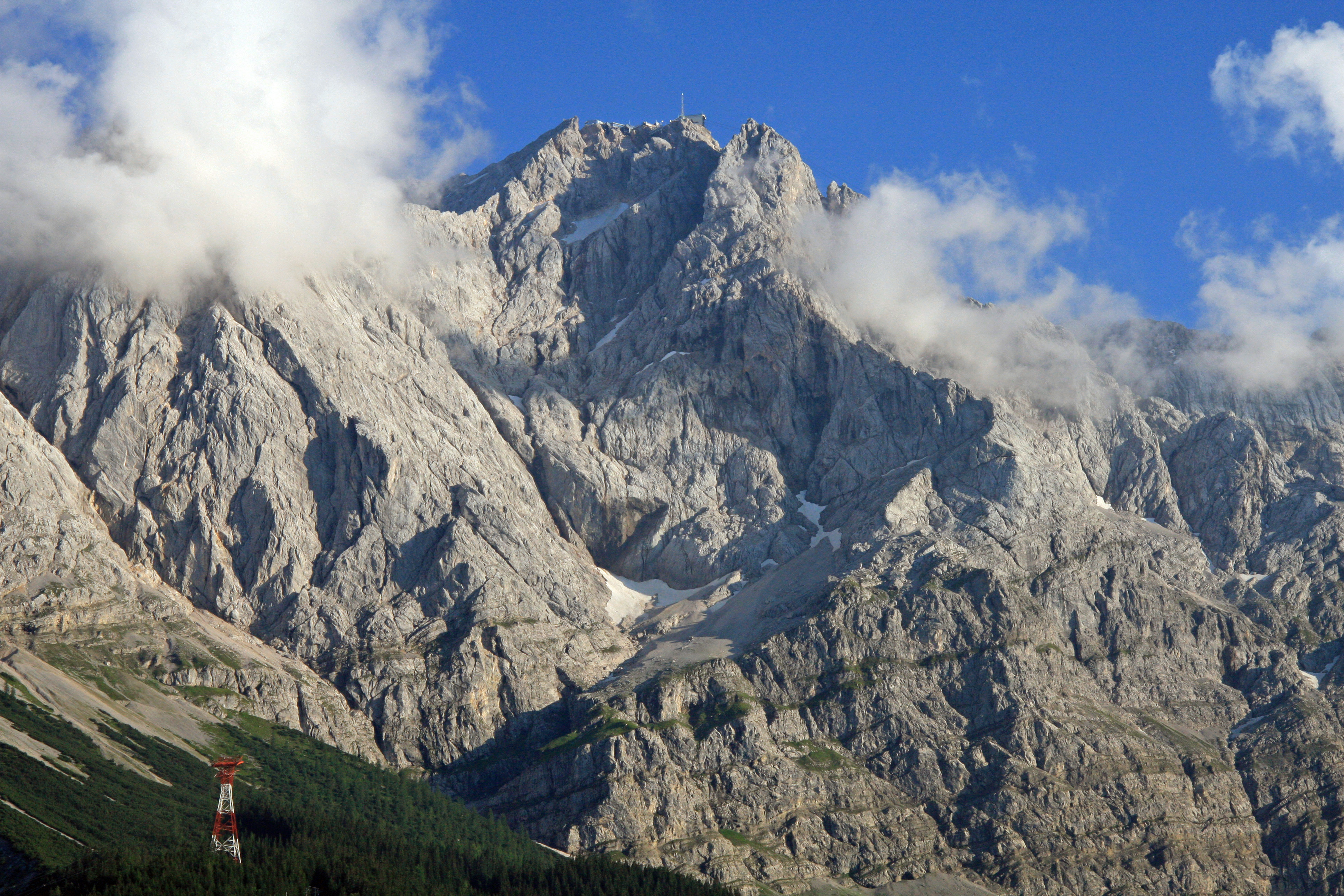
Zugspitz-Nordwand mit der deutlich erkennbaren Ausbruchstelle des Bergsturzes

Bei einem prähistorischen Bergsturz vor rund 3750 Jahren brachen rund 200 Millionen Kubikmeter Fels aus dem Bayerischen Schneekar gegen den Eibseeboden ab. Die dabei im Talgrund abgelagerten Gesteinsmassen enthalten deutlich mehr Material, als an der Ausbruchstelle zu fehlen scheint. Geologen vermuten deshalb, dass bei dem Ereignis auch ein ursprünglicher, höherer Gipfelaufbau zu Tal fuhr. Daher könnte die Zugspitze noch in geologisch junger Zeit ein Dreitausender gewesen sein.

### Gletscher
Im Zugspitzmassiv befinden sich zwei der vier verbliebenen deutschen Gletscher, der Höllentalferner und der Nördliche Schneeferner.

#### Höllentalferner

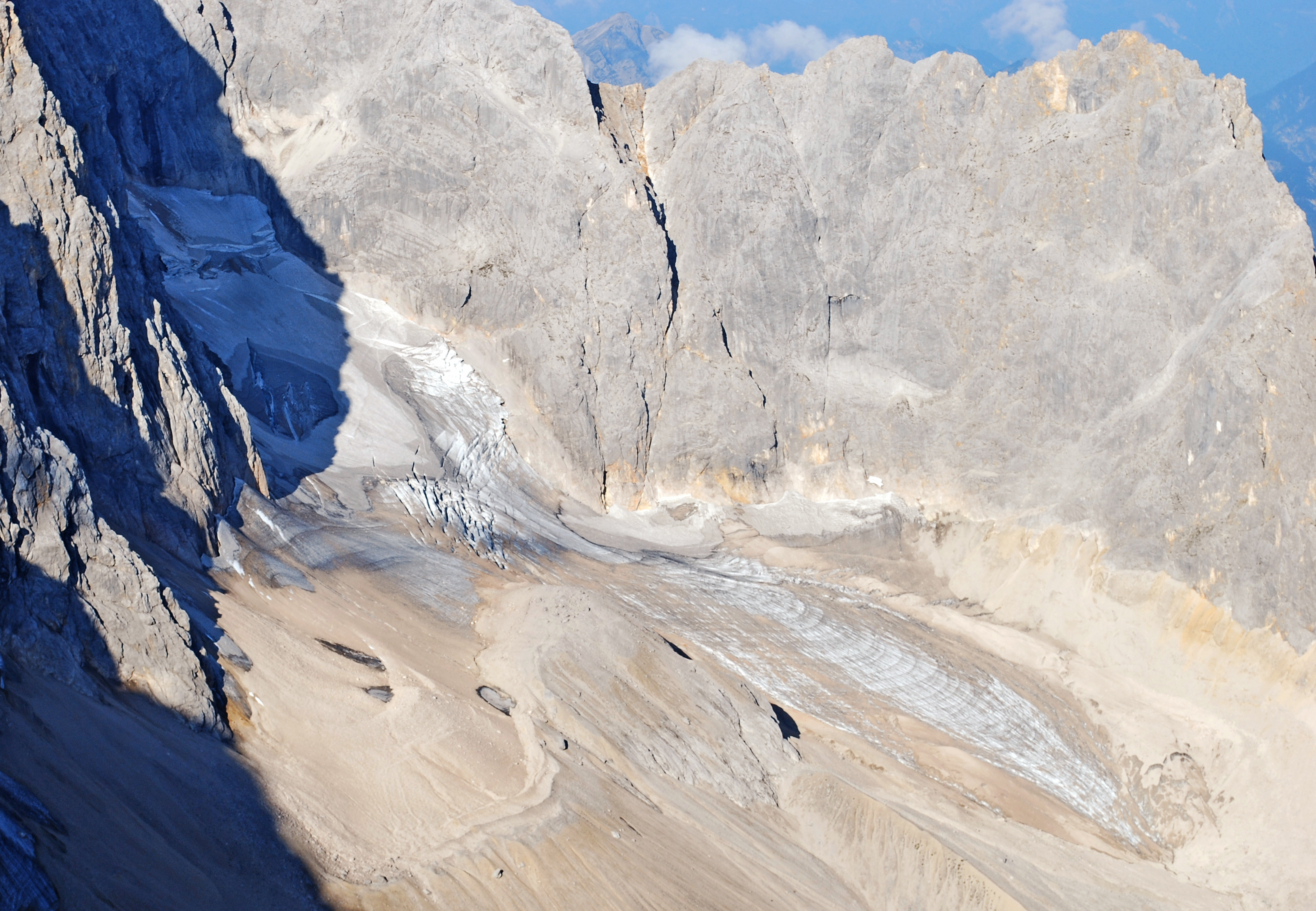
Höllentalferner 2009

Der Höllentalferner liegt nordöstlich der Zugspitze in einem Kar unterhalb des Jubiläumsgrates im Süden und den Riffelwandspitzen im Westen und Norden. Er ist nach Nordosten exponiert. Das Nährgebiet wird von einer Mulde gebildet, in der sich große Lawinen-Schneemengen sammeln. Nach Süden hin schottet der Jubiläumsgrat den Gletscher vor Sonneneinstrahlung gut ab. Diese Umstände führten dazu, dass der Gletscher zwischen 1981 und 2006 nur einen relativ geringen Flächenverlust hatte. Seinen neuzeitlichen Höchststand hatte der Höllentalferner um 1820 mit einer Größe von 47 ha. Danach verlor er kontinuierlich an Fläche, bis er sich zwischen 1950 und 1981 wieder um 3,1 ha auf 30,2 ha vergrößerte. Seitdem verlor der Gletscher bis 2006 eine Fläche von 5,5 ha und war nur noch 24,7 ha groß. Sein höchster Punkt befand sich 2006 auf 2569 und sein niedrigster auf 2203 m.

#### Schneeferner

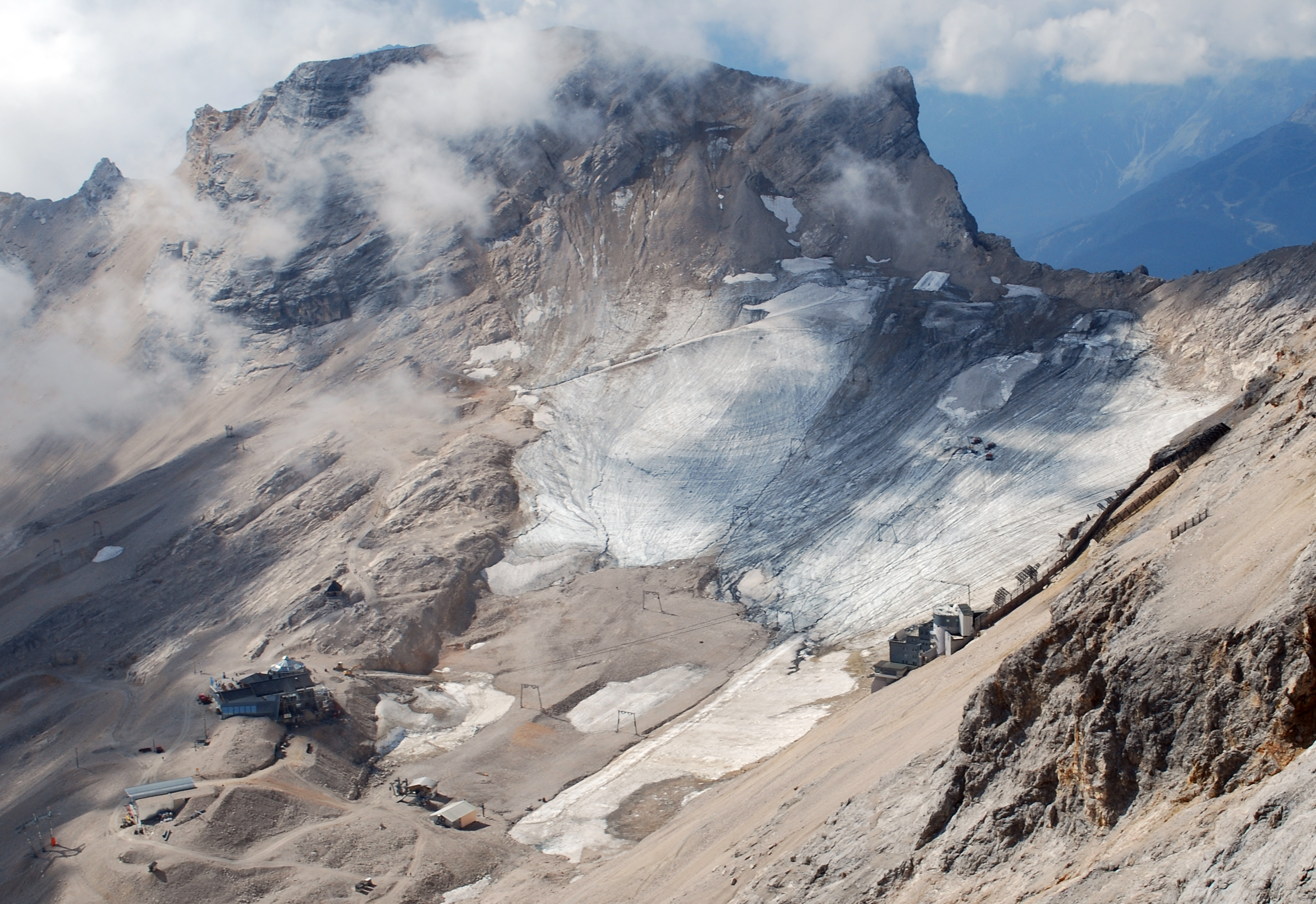
Nördlicher Schneeferner und Wintersportinfrastruktur 2009

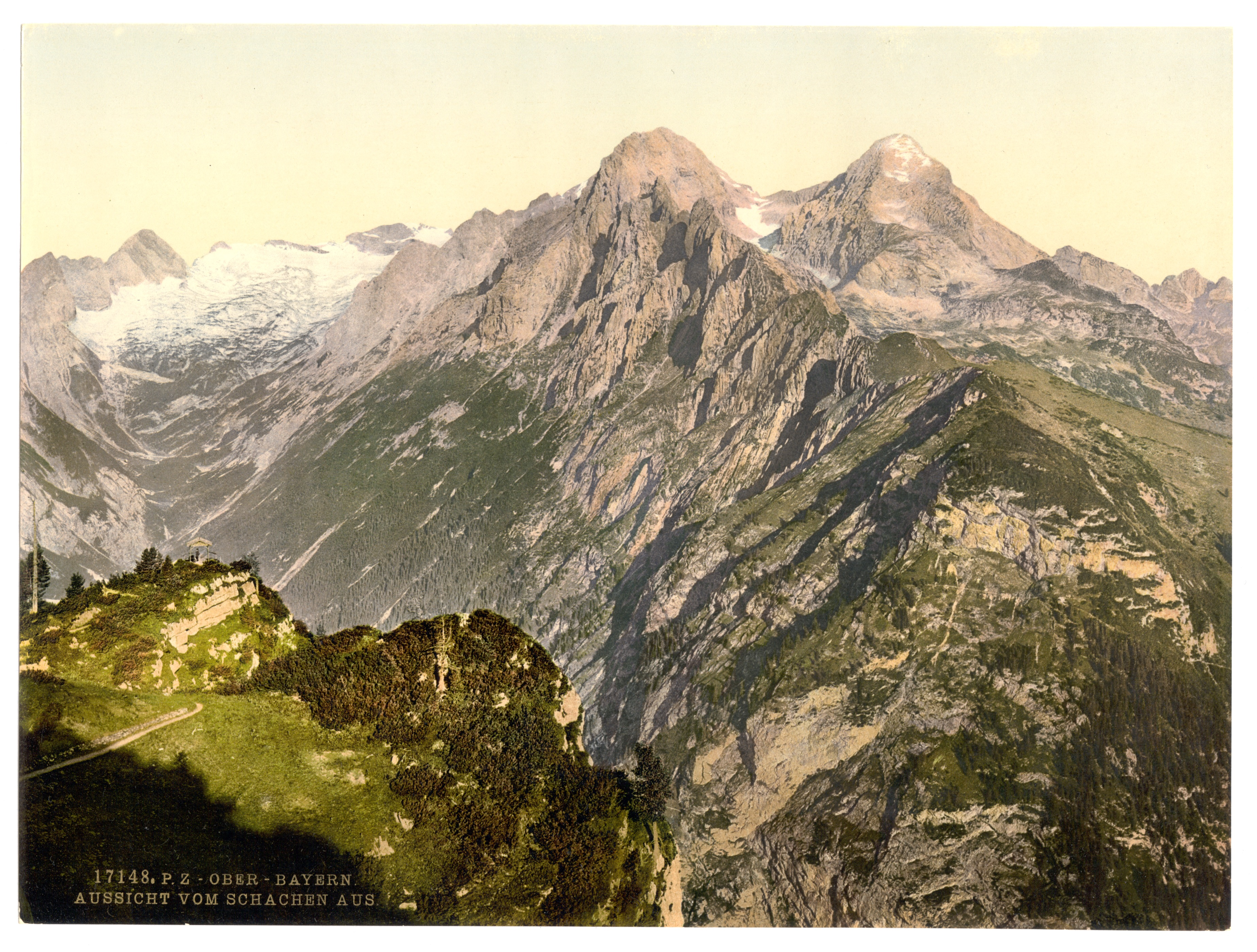
Schneeferner auf dem Zugspitzplatt vor 1900

##### Nördlicher Schneeferner
Südwestlich der Zugspitze befindet sich zwischen Zugspitzeck und Schneefernerkopf der nach Osten exponierte Nördliche Schneeferner. Er ist mit einer Fläche von 27,9 ha (2013) der größte deutsche Gletscher, der jedoch Ende des 19. Jahrhunderts noch 103 ha umfasste. Um das Jahr 1820 war das komplette Zugspitzplatt vergletschert, von diesem Plattgletscher sind nur noch der Nördliche und der Südliche Schneeferner übrig geblieben. Grund für die relativ konstante Flächenentwicklung des nördlichen Schneeferners in den letzten Jahren ist trotz fehlenden Schattens die günstige Geländebeschaffenheit. Sie führt dazu, dass der Gletscher eher an Mächtigkeit als an Fläche verliert oder gewinnt. In der jüngeren Vergangenheit wurde der Gletscher darüber hinaus von den Skigebietsbetreibern künstlich genährt, indem große Schneemengen mit Pistenraupen auf den Gletscher geschoben wurden, um die Skisaison zu verlängern. 1993 wurde zudem begonnen, den Nördlichen Schneeferner im Sommer mit Kunststoffplanen abzudecken, um ihn vor der Sonneneinstrahlung zu schützen. Dieses Unterfangen wurde von der Bayerischen Zugspitzbahn 2013 jedoch wieder aufgegeben. Seinen letzten Hochstand hatte der Nördliche Schneeferner im Jahr 1979, als er 40,9 ha maß. Bis zum Jahr 2006 verringerte sich seine Fläche auf 30,7 ha. Der höchste Punkt lag dabei auf 2789 und der niedrigste auf 2558 m. Bis 2013 schrumpfte er weiter auf 27,9 ha.

##### Südlicher Schneeferner
Der Südliche Schneeferner unter den Wetterspitzen und dem Wetterwandeck wird seit September 2022 von der Bayerischen Akademie der Wissenschaften nicht mehr als Gletscher angesehen. Auch er war ein Überbleibsel des großen Plattgletschers. Seinen letzten Höchststand hatte er 1979 mit einer Fläche von 31,7 ha. Bis 2022 ging das Eis auf weniger als 1 ha zurück. Das vollständige Abschmelzen der Reste des einstigen Gletschers wird bis spätestens 2024 erwartet.[veraltet]

### Permafrost
Der Rückgang des Permafrostes ist ein weltweites Problem. Auch die Zugspitze ist davon nicht ausgenommen. Es gibt einen alten Versorgungsstollen an der Zugspitze. Vor 30 Jahren war der Stollen komplett vereist. Ein Forscherteam der Universität Bonn stellte allerdings fest, dass von den meterdicken Eisschichten nicht mehr viel vorhanden ist. Messungen mit Hilfe von Schallwellen und elektrischer Leitfähigkeit ließen Wissenschaftler auf dasselbe Ergebnis kommen: Im Fels der Zugspitze ist nur noch wenig Permafrost vorhanden.

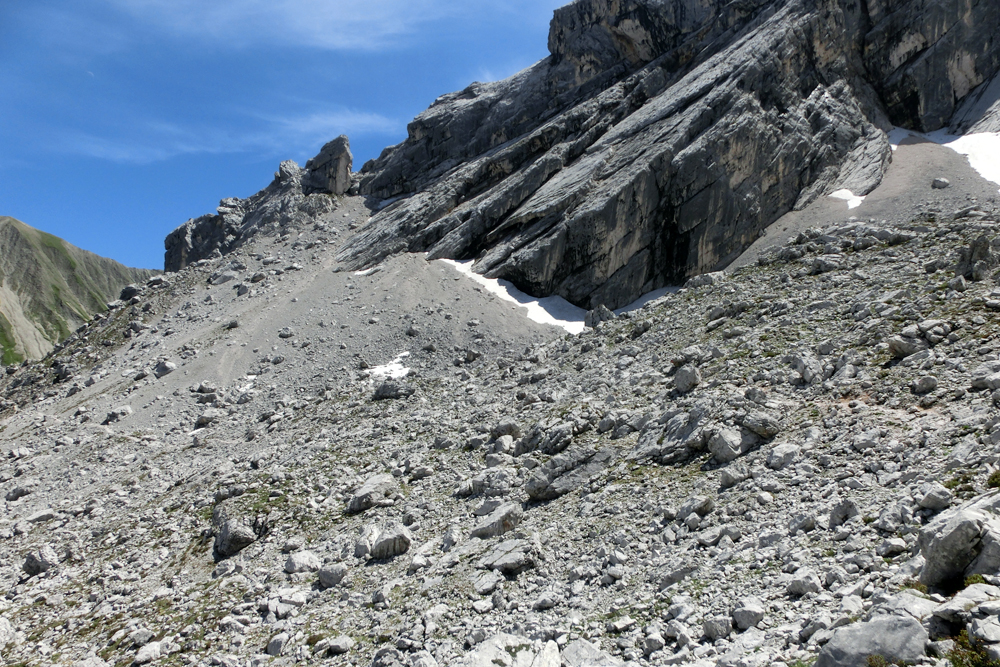
Geröllfeld am Plattsteig, Nordhang der Gatterlköpfe

Das Gestein solch mächtiger Berge wird durch das Eis in den Spalten und Klüften zusammengehalten. Schmilzt dieses, können Teile davon abbrechen. Es wird vermutet, dass vor 3700 Jahren aus diesem Grund ein Bergsturz an der Zugspitze stattgefunden hat, der den Eibsee querte.
Im August 2007 wurde deshalb ein Frühwarnsystem installiert. Am Gipfel der Zugspitze wurde dafür in Nordsüdrichtung ein 60 Meter langer Tunnel mit 12 Zentimetern Durchmesser erstellt. Dieser soll regelmäßig darüber Aufschluss geben, wie viel Eis im Gipfelbereich vorhanden ist.

### Höhlen
Unterhalb des Zugspitzplatts haben chemische Verwitterungsvorgänge im Wettersteinkalk eine Vielzahl an Höhlen und Schächten geschaffen. In den 1930er Jahren wurde die Anzahl der Höhlen auf 300 geschätzt; erste Forschungen darin gab es 1931. Bis 1955 waren 62 Höhlen bekannt, bis 1960 wurden 47 weitere entdeckt. Größere Erkundungen fanden 1935, 1936 sowie zwischen 1955 und 1968 statt. Während einer Expedition im Jahr 1958 wurde der Finkenschacht entdeckt, die bis dahin tiefste Höhle der Zugspitze. Er ist 131 m tief, 260 m lang und trifft auf einen Wasserlauf.

## Natur

### Flora

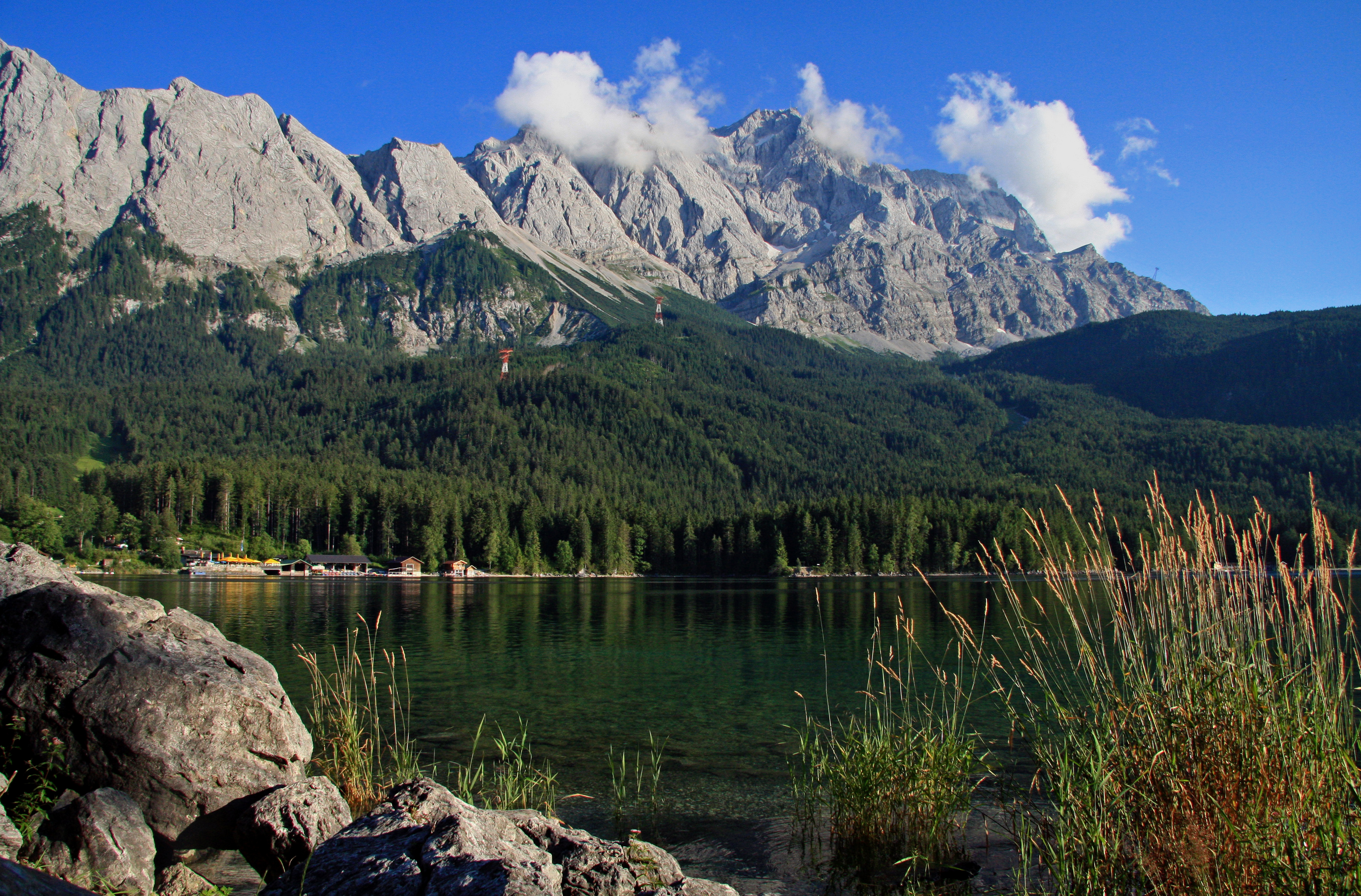
Eibsee vor der Zugspitze: Bewaldung an der Nordseite

Die Flora ist aufgrund der Bodenverhältnisse nicht besonders vielgestaltig, doch zeigt sich die Pflanzenwelt vor allem am Schachen, an der Tieferen Wies bei Ehrwald, im Höllen-, Gais- und Leutaschtal besonders farbenfroh.
Der schattige und feuchte Norden des Massivs, wie zum Beispiel der Wettersteinwald, gehört zu den artenreichsten Gebieten der Zugspitze. Die Latschenkiefer reicht bis in Höhen von über 1800 m. Die Wälder darunter bestehen vorwiegend aus Fichten und Tannen, aber auch Heckenkirsche, Waldmeister, Einbeere, Wiesenraute und Ehrenpreis kommen hier vor. An weniger stark bewachsenen Plätzen blühen Schwarze Akelei, Alpenrebe, Blauer- und Gelber Eisenhut, Wetterdistel, Alpenmaßliebchen, Gold-Fingerkraut, Rundblättriger Steinbrech, Mauerhabichtskraut, Bergminze und Alpen-Vergissmeinnicht. Auf den felsigen Böden des Bergwaldes gedeihen Fingerkraut, Klebriger Salbei, Pestwurzen, Alpenrose, Türkenbund, Knabenkraut, Fliegen-Ragwurz; vor allem im Höllental, in Grainau und am Eibsee das Maiglöckchen und der Seidelbast.
Nach Süden hin wandelt sich das Bild in Lärchen-(vorwiegend an der Ehrwalder Alm, im Gais- und Leutaschtal) und Kiefernwälder und in einen Mischwald aus Buchen und Berg-Ahorn. Auch dort wachsen Latschenkiefern auf höheren Lagen bis über 2000 Metern.
Relativ selten sind im ganzen Zugspitzgebiet Linde, Birke, Eberesche, Wacholder und Eibe. Die unterschiedlichsten Arten Moose, die in den Wäldern oft freiliegende Kalksteinfelsen ganz überwuchern, kommen dagegen sehr zahlreich vor.
Begrenzt auf Standorte sauren Bodens sind Heidelbeere, Moosbeere und Preiselbeere. An geschützten Standorten steht der Frauenschuh. Unterhalb der Waxensteine sind Felder mit Himbeeren und vereinzelt auch wilde Erdbeeren zu finden. Bis in eine recht große Höhe gedeihen der Alpen-Mohn und der Gegenblättrige Steinbrech. In den Geröllhalden gibt es Heller- und Hornkräuter sowie den Weißen Silberwurz, Alpen-Leinkraut und Moschus-Steinbrech. Nach der Schneeschmelze sprießen Dunkler Mauerpfeffer und Schnee-Enzian als Erste, ihre Samen beginnen bereits im Herbst zu keimen. Auch die bekannten Alpenblumen Edelweiß, Enzian und selten das Alpenveilchen blühen an der Zugspitze.

### Fauna

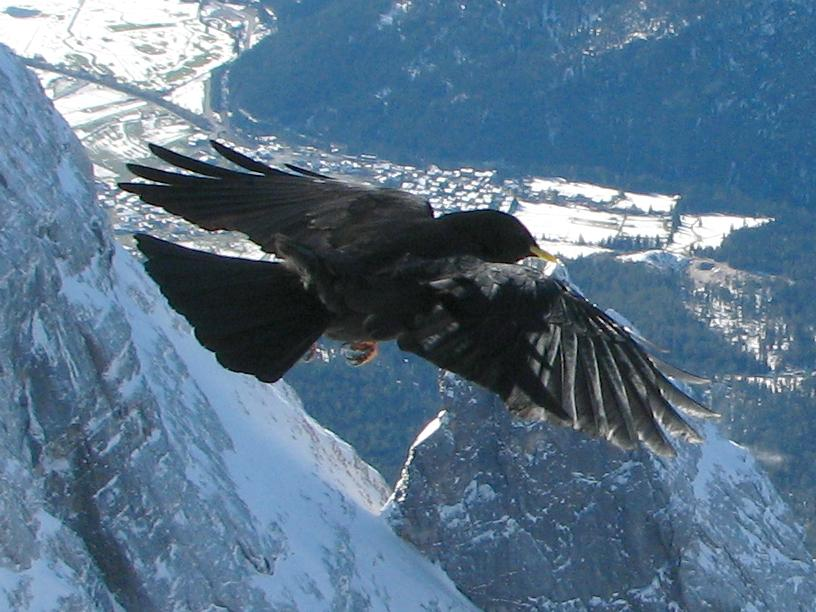
Alpendohle am Zugspitzeck

In den Felsen um die Zugspitze befindet sich der Lebensraum der Gämsen. Auf der Südseite des Massivs ist das Murmeltier verbreitet. Am Zugspitzgipfel findet sich hauptsächlich die Alpendohle, die von fütternden Menschen angezogen wird. Etwas tiefer ist der Bereich des Schneehasen und der Haselmaus. Vorkommende alpine Vögel sind außerdem Steinadler, Alpenschneehuhn, Schneesperling, Alpenbraunelle und Bergfink. Auch die Felsenschwalbe, der die Schwalbenwand am Kreuzeck ihren Namen verdankte, ist häufig anzutreffen. Die Senke von Mittenwald und Seefeld, ebenso wie der Fernpass sind Vogelzugstrassen.
In felsigem Gelände leben die Bergeidechse und der schwarze Alpensalamander, auch „Bergmandl“ genannt, der meist nach einem Regenschauer auf Bergsteigen zu sehen ist. Auf der West- und Südseite des Zugspitzmassivs sind vor allem im Juli und August Schmetterlinge wie Apollofalter, alpine Perlmuttfalter, Bläulinge, Spanner, Mohren- und Dickkopffalter zu beobachten. Die Wälder um die Zugspitze beherbergen Rotwild, Eichhörnchen, Wiesel, Auer-, Hasel- und Birkhuhn. Auf den Gletschern leben Gletscherflöhe und Bärtierchen.

### Schutzgebiete
Bis auf den Gipfel der Zugspitze reichen Teile des Landschaftsschutzgebiets Wettersteingebiet einschließlich Latschengürtel bei Mittenwald (CDDA-Nr. 395756; 1976 ausgewiesen; 85,8919 km² groß). Bis an die Gipfelregion heran ziehen sich Teile des Fauna-Flora-Habitat-Gebiets Wettersteingebirge (FFH-Nr. 8532-371; 42,5691 km²) und bis lediglich an die Innere Höllentalspitze heran solche des Naturschutzgebiets Schachen und Reintal (CDDA-Nr. 20723; 1970; 39,6502 km²) und des Vogelschutzgebiets Schachen und Reintal (VSG-Nr. 8532-471; 39,6564 km²).

## Gipfelkreuz

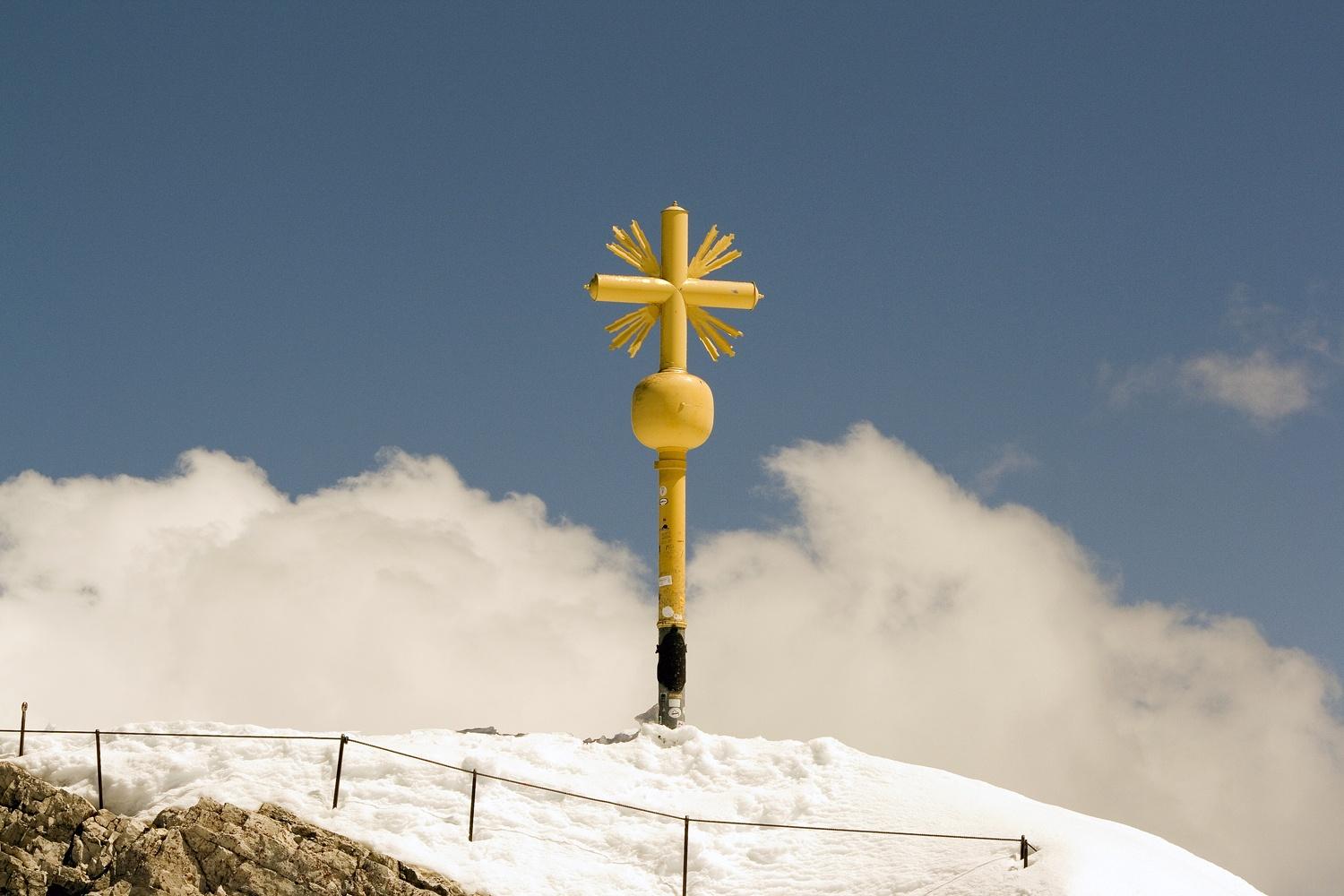
Das Gipfelkreuz auf dem Ostgipfel

Seit 1851 steht auf der Zugspitze ein Gipfelkreuz. Die treibende Kraft zur Errichtung eines Kreuzes auf dem Gipfel war der Pfarrer Christoph Ott. In seiner Eigenschaft als meteorologischer Beobachter auf dem Hohen Peißenberg sah er die Zugspitze aus der Ferne und ärgerte sich darüber, dass „der erste Fürst der bayerischen Gebirgswelt sein Haupt kahl und schmucklos in die blauen Lüfte des Himmels emporhebt, wartend, bis patriotisches Hochgefühl und muthvolle Entschlossenheit es über sich nehmen würden, auch sein Haupt würdevoll zu schmücken.“ Daraufhin organisierte er für den 11. bis 13. August 1851 eine Expedition mit dem Ziel, auf der Zugspitze ein Gipfelkreuz zu errichten. Durch die Partnachklamm und das Reintal erreichten 28 Träger unter der Führung von Forstwart Karl Kiendl die Zugspitze. Die 610 Gulden und 37 Kreuzer teure Unternehmung war erfolgreich. Als Ergebnis stand ein 28-teiliges, 14 Fuß (ca. 4,7 m) hohes, vergoldetes Kreuz aus Eisen auf dem Westgipfel. Pfarrer Ott selbst bestieg die Zugspitze jedoch erst 1854. Nach 37 Jahren hatte das Kreuz durch zahlreiche Blitzeinschläge Schaden genommen; überdies waren die Halterungen stark beschädigt. Im Winter 1881/1882 wurde es daher zum ersten Mal ins Tal gebracht und renoviert. Am 25. August 1882 brachten sieben Bergführer und 15 Träger das Kreuz wieder nach oben. Weil inzwischen eine barackenartige Unterkunft auf dem Westgipfel errichtet worden war, platzierten die Männer das Kreuz auf dem Ostgipfel, der damals nur der zweithöchste war.
Diese Verlegung des Gipfelkreuzes ist wohl auch der Hintergrund einer Legende, wonach Kaiser Franz Joseph I. von Österreich im Jahr 1854 anlässlich der Heirat mit Elisabeth von Österreich-Ungarn („Sisi“) den östlichen Teil des Zugspitzgipfels seinem Vetter Ludwig (damals war er noch nicht König und erst 9 Jahre alt) angeblich mit den Worten schenkte: „Damit’s auch an richtigen Berg habt’s!“ Tatsächlich wurde der (Ost-)Gipfel, der sich bereits seit über 500 Jahren auf bayerischem bzw. freisingischem Gebiet befindet, nie verschenkt, sondern lediglich das Gipfelkreuz versetzt. Der im Karwendelvertrag von 1766 festgeschriebene Grenzverlauf zwischen Werdenfels und Tirol auf der Zugspitze wurde durch den Grenzberichtigungsvertrag zwischen Bayern und Tirol 1844 bestätigt und seither nicht mehr verändert.
Das Kreuz verblieb nach der Versetzung knapp 111 Jahre an seinem neuen Platz, bis es am 18. August 1993 erneut demontiert wurde. Die Beschädigungen stammten dieses Mal nicht nur von Wettereinflüssen, sondern auch von amerikanischen Soldaten, die am Kriegsende 1945 auf das Kreuz geschossen hatten. Weil das Gipfelkreuz nicht mehr zu reparieren war, wurde eine originalgetreue Nachbildung angefertigt. Nach zwei Monaten transportierte die Zahnradbahn das neue Kreuz am 12. Oktober zum Zugspitzplatt, von wo es mit dem Helikopter zum Gipfel geflogen wurde. Das originale Gipfelkreuz ist im Museum Werdenfels in Garmisch-Partenkirchen zu sehen. Das neue Kreuz hat eine Höhe von 4,88 m. Es wurde 2009 für 15.000 Euro renoviert und neu vergoldet und steht seit 22. April 2009 wieder auf dem Ostgipfel. Während der Bauarbeiten zur neuen Eibseeseilbahn (2015–2017) wurde das Gipfelkreuz beim Enteisen des Baukrans beschädigt. Beim Schwenken des Krans schlug eine Kette einen der dreiteiligen goldenen Strahlen ab, welcher von Bergführern jedoch geborgen werden konnte. Am 17. Oktober 2017 wurde das Kreuz abmontiert und mit einer Transportseilbahn zu Tal befördert, um in einer Schlosserei in Eschenlohe repariert zu werden. Im Dezember 2017 wurde es wieder installiert.
In der Nacht zum 7. März 2019 wurde wiederum eines der vier Elemente des Strahlenkranzes von einem Sturm abgerissen. Ein Mitarbeiter der Zugspitzbahn konnte das fehlende Stück bergen.
2012 wurde ein muslimisches Gebetshaus am Gipfel errichtet. Gleichzeitig wurde im neuen Werbeprospekt ein Foto des Gipfels ohne das Gipfelkreuz veröffentlicht. Die Bildauswahl wurde von den bayerischen Kirchen als Verleugnung der religiösen Wurzeln des Landes und deplatzierte Anbiederung an die muslimischen Gäste kritisiert.

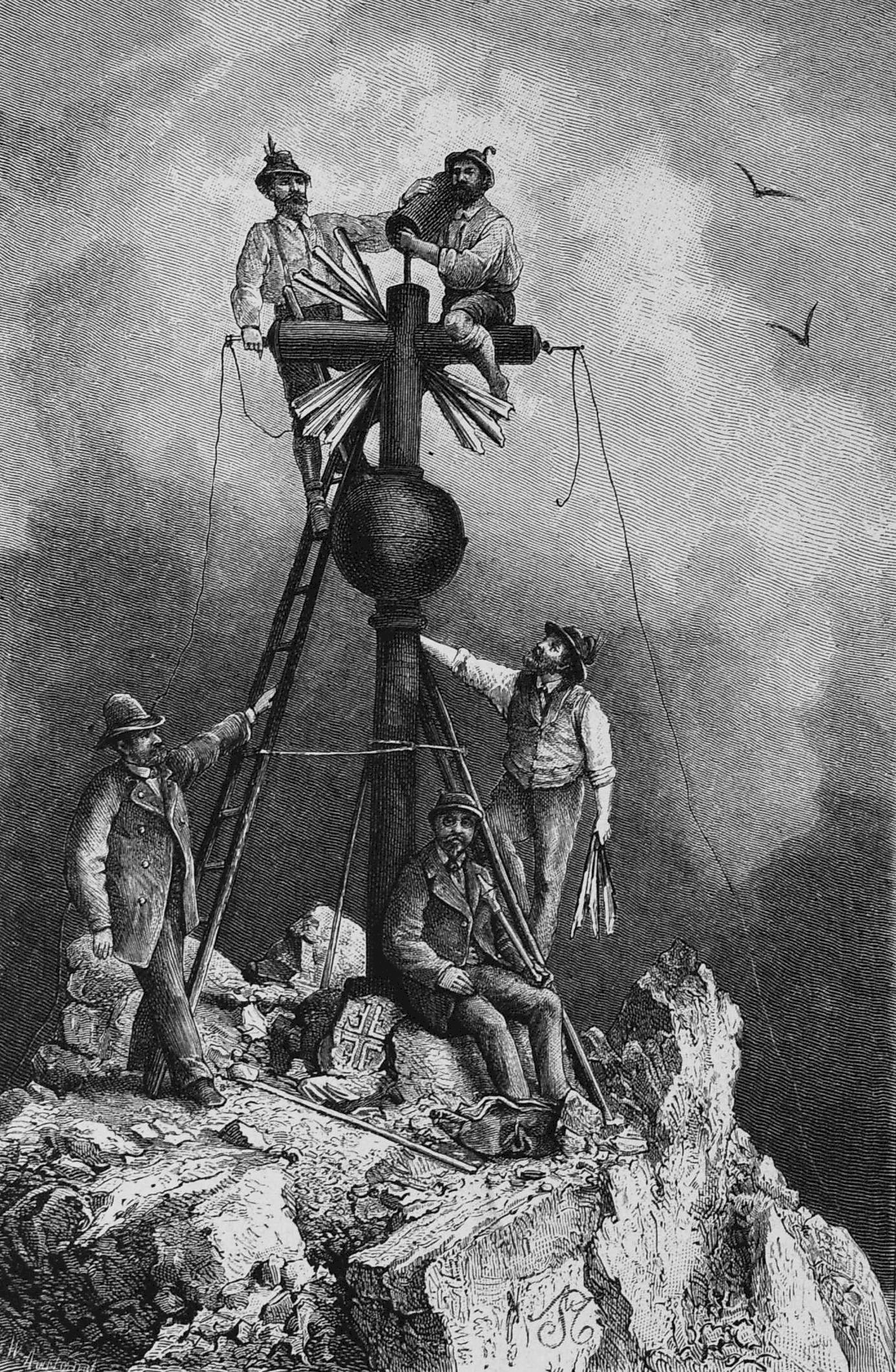
Wiedererrichtung 1882. Illustration aus der Gartenlaube
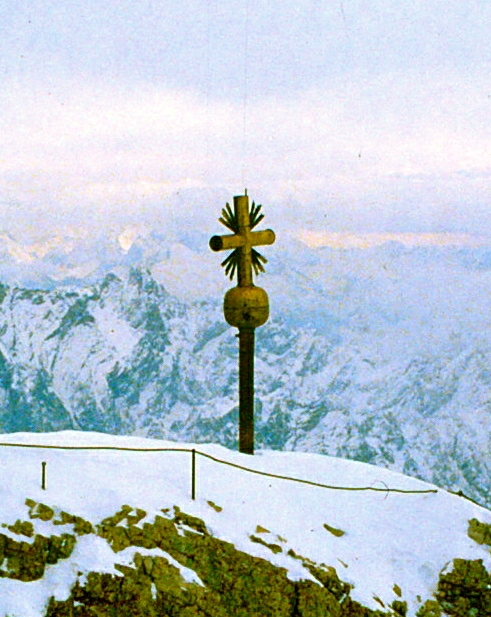
Das alte Gipfelkreuz im März 1979
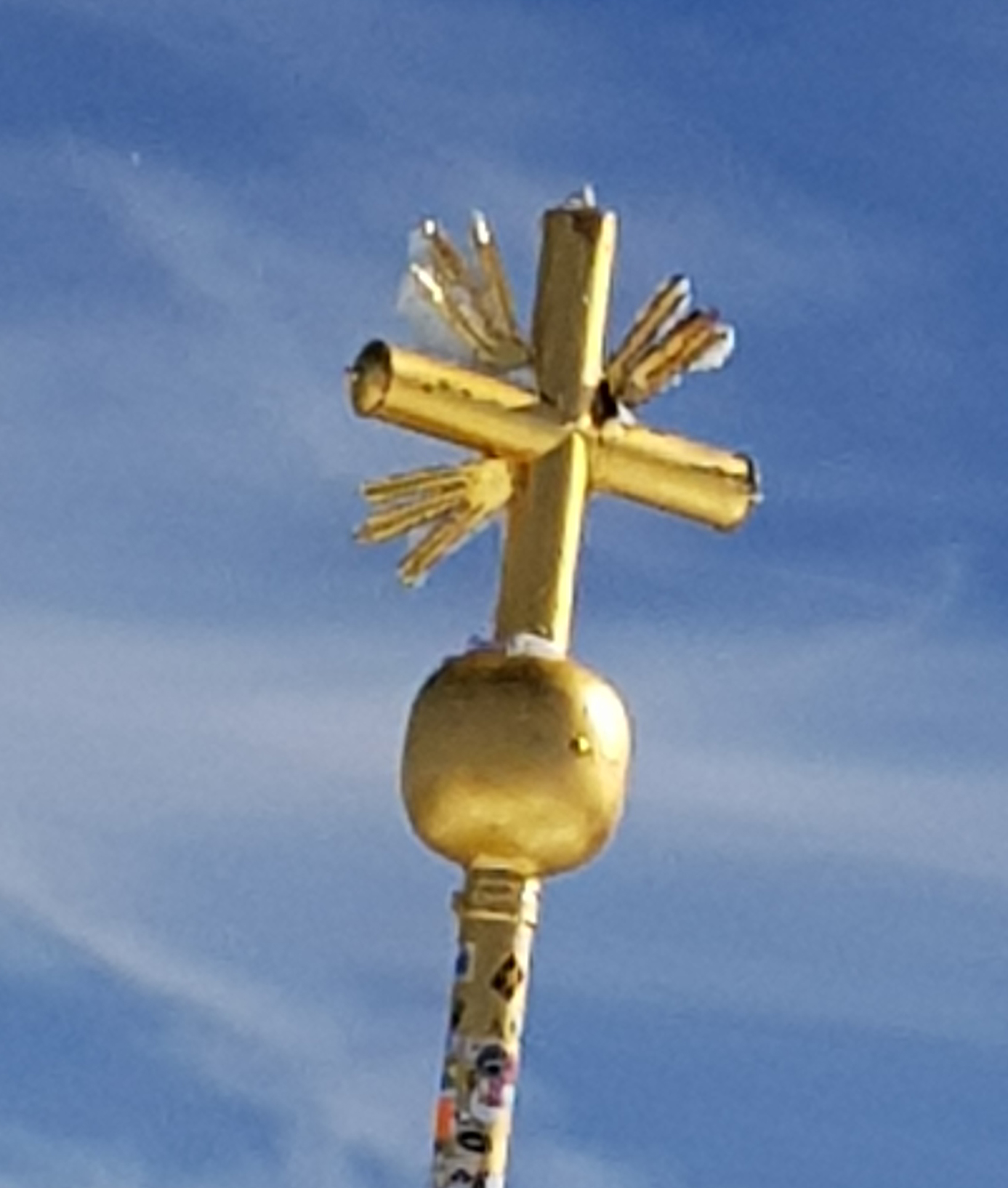
Das beschädigte neue Kreuz: Unten rechts fehlen die Strahlen (Oktober 2017)

## Chronik

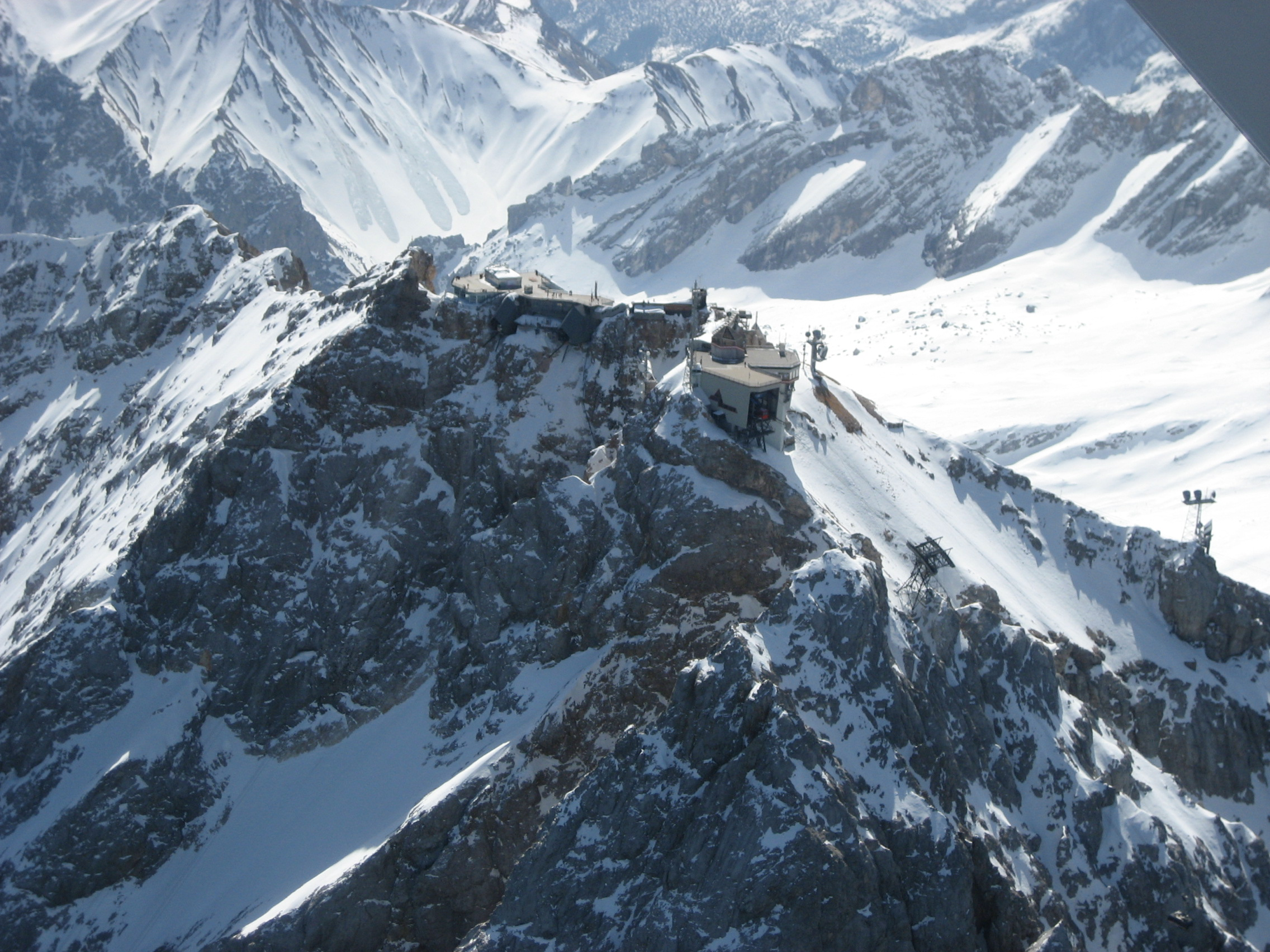
Luftbildaufnahme des Gipfels

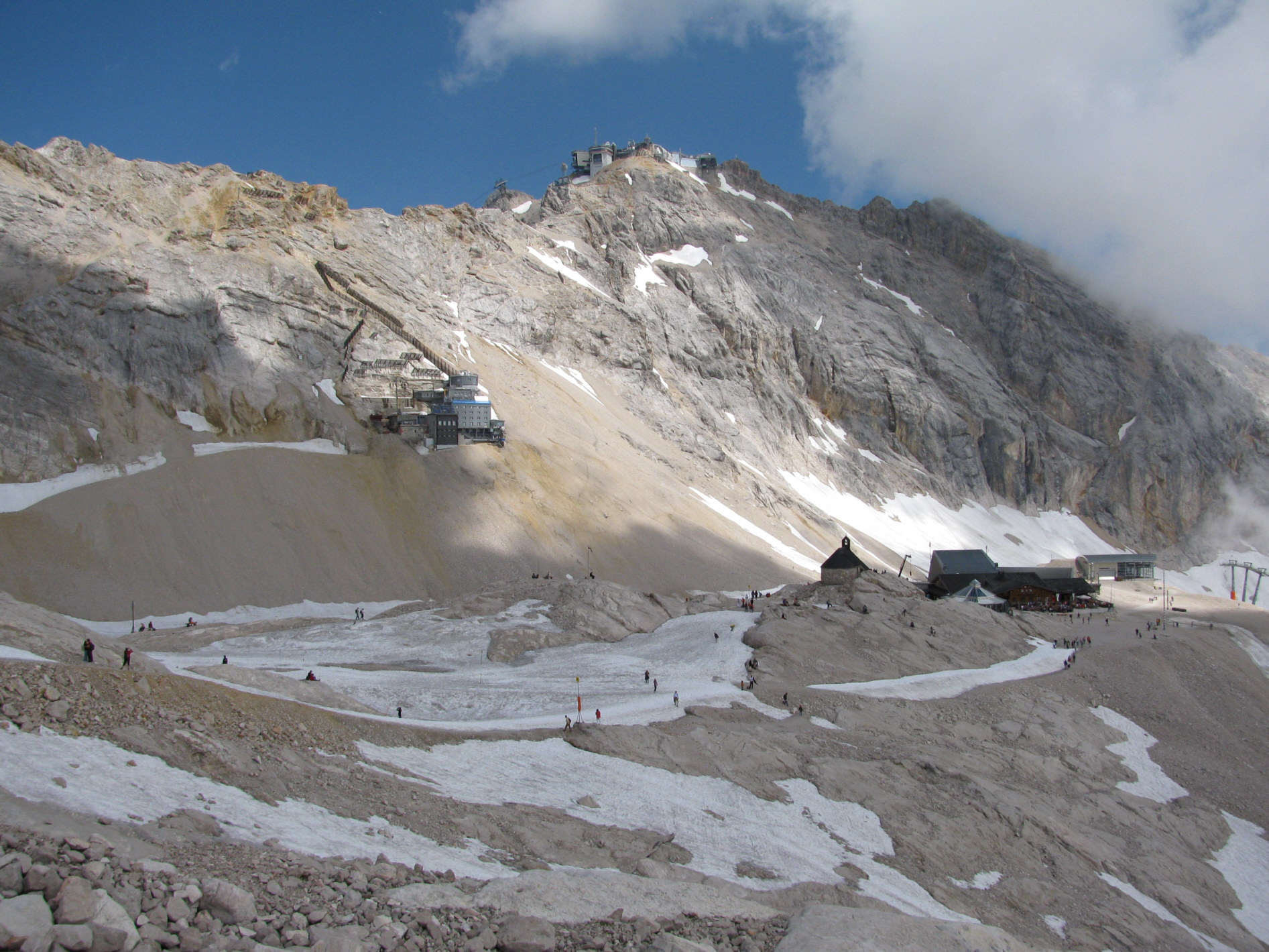
Panoramaansicht des Zugspitzgipfels

Für Aufsehen sorgte am 19. März 1922 der Pilot Franz Hailer, der erstmals ein Flugzeug auf der Zugspitze landete. Die mit Kufen ausgestattete Rumpler-C.-I.-Doppeldeckermaschine landete auf dem Schneeferner, 50 m unterhalb des Gipfels. Am 29. April 1927 gelang Ernst Udet der Start auf dem Schneeferner mit einem Segelflugzeug, er erreichte nach 25 min Flug Lermoos. Per Seilbahn war der in Einzelteile zerlegte Flieger auf die Zugspitze transportiert worden. Im Winter 1931/32 wurde eine Poststelle der damaligen Reichspost auf der Zugspitze eingerichtet. Sie existiert noch heute im Restaurant Sonn Alpin mit der Anschrift: 82475 Zugspitze. Vier Jahre nach dem Segelflugstart gelang 1931 der erste Ballonstart von der Zugspitze.
Im April 1933 wurde der Berg von 24 SA-Männern besetzt, die auf dem Turm der Wetterstation eine Hakenkreuz-Fahne hissten. Einen Monat später formierten sich SA- und SS-Männer auf dem Schneeferner in Form eines Hakenkreuzes. Am 20. April 1945 warf die US-Luftwaffe über der Zugspitze Bomben ab, die die Talstation der Tiroler Zugspitzbahn zerstörten und das Kammhotel beschädigten. Nach Kriegsende beschlagnahmten die Alliierten die Zugspitzbahn und das Schneefernerhaus. 1948 nahm die Deutsche Post eine Richtfunkanlage auf dem Gipfel in Betrieb.
Im September 1948 ließ der Artist Hans Zimmer über die hunderte Meter tief abfallende Schlucht zwischen Ostgipfel und Westgrat ein 130 m langes Hochseil zum Turmgebäude der Seilschwebebahn spannen. Den Seillauf bei schlechtem Wetter unternahm Siegward Bach, der dieses Wagnis wie Gisela Lenort später wiederholte. Zwei Mitglieder der Artistenfamilie Traber fuhren dieselbe Strecke 1953 auf einem Hochseil mit dem Motorrad.
Seit 1953 findet auf dem Gatterl jährlich die Gatterlmesse statt. Anlass ist das Gedenken an den Lawinentod von vier bayerischen Grenzpolizisten im Jahr 1952 und an alle tödlich Verunglückten im Zugspitzgebiet.
1962 zerstörte ein Brand das Kammhotel bei der Bergstation der Tiroler Zugspitzbahn. Das Erdbeben von Friaul 1976 wirkte auf der Zugspitze besonders stark; der diensthabende Meteorologe befürchtete, der Beobachtungsturm könnte einstürzen. Auf dem Zugspitzplatt wurde 1981 eine Kapelle gestiftet, die der damalige Erzbischof von München und Freising, Joseph Ratzinger, im Oktober Mariä Heimsuchung weihte. Am 25. März wurde in der Gipfelstation ein Geldautomat installiert, der aber mittlerweile wieder demontiert ist. 1995 erfolgte die Eröffnung eines 450 m² großen Ausstellungsraumes auf dem Gipfel, in dem Künstler halbjährlich wechselnd ihre Werke präsentieren. Ebenfalls 1995 wurde der Grenzverkehr zwischen Deutschland und Österreich auf dem Gipfel freigegeben.
Von 2000 bis 2013 wurde alljährlich der Zugspitz-Extremberglauf ausgetragen. Er sorgte im Juli 2008 für großes Medienecho, als nach einem sommerlichen Wettersturz zwei Teilnehmer an Erschöpfung und Unterkühlung starben.
Ende August 2009 balancierte der Schweizer Freddy Nock auf dem Seil der Zugspitz-Gletscherbahn vom Zugspitzplatt zum Gipfel. Die 995 m lange und bis zu 56 % steile Strecke (Höhenunterschied: 348 m) legte er ungesichert in 50 min zurück. Am 20. August 2011 balancierte Nock wieder über das Seil der Zugspitz-Gletscherbahn, jedoch verzichtete er diesmal auf eine Balancierhilfe.

## Alpinismus

### Erstbesteigung

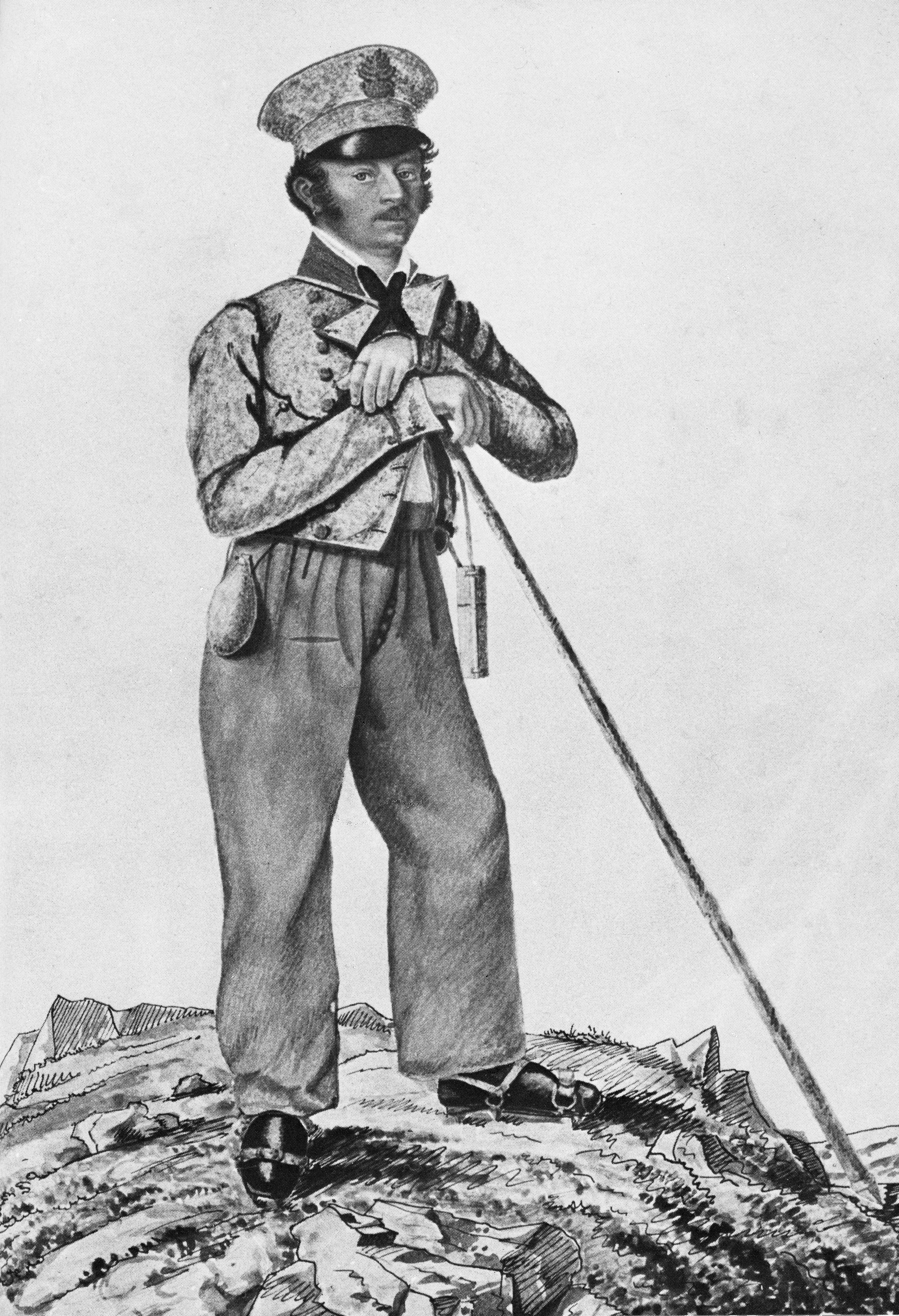
Josef Naus 1824 (Zeichnung: H. v. Aggenstein)

Bis zum Anfang des 19. Jahrhunderts galt die Zugspitze als „unersteiglich“. Die erste nachgewiesene Besteigung der Zugspitze gelang am 27. August 1820 dem Leutnant Josef Naus und dem Bergführer Johann Georg Tauschl zusammen mit Naus’ Messgehilfen und Offiziersburschen Maier. Bereits am 21. Juli hatte Naus den Weg durch das Reintal bis zum Nördlichen Schneeferner erkundet. Der Leutnant befand sich im Rahmen eines Vermessungsauftrags des Königlich Bairischen Topographischen Bureaus für den Atlas von Bayern im Werdenfelser Land. Als Gruppe stiegen die drei zusammen mit Hauptmann von Jeetze und Lieutenant Aulitschek am 26. August zur Hirtenunterkunft Angerhütte auf. Am 27. August um vier Uhr morgens brachen die drei Erstbesteiger in Richtung Zugspitzplatt und Zugspitzgipfel auf. Vom Schneeferner aus versuchten sie, den Westgipfel über den Westgrat zu erreichen. Der erste Versuch schlug fehl, der zweite war erfolgreich. Den Westgipfel erreichten sie schließlich um 11:45 Uhr, wo sie als Zeichen ihrer Anwesenheit einen Bergstock mit Tuch hinterließen. Ein Gewitter und Schneefall ließen die Erstbesteiger schnell wieder absteigen. Sie kehrten am 28. August gegen drei Uhr nachts zur Hirtenhütte zurück. Der Bergführer Tauschl erhielt einen Lohn von zwei Gulden und 42 Kreuzer.
Aufgrund eines Kartenfundes im Archiv des Deutschen Alpenvereins (DAV) gibt es neue Vermutungen über die Erstbesteigung der Zugspitze. Im September 2006 wurde eine historische Karte vermutlich aus der ersten Hälfte des 18. Jahrhunderts, die schon früh in Büchern über die Zugspitze erwähnt wurde, aber seit 1945 als verschollen galt, im Archiv des DAV wiedergefunden. Dort ist ein Steig über das Zugspitzplatt zum Gipfel und auf der anderen Seite wieder herunter zum Eibsee eingezeichnet. Eine Zeitentabelle in der Legende dieser Karte aus dem 18. Jahrhundert beschreibt den Weg „ybers blath uf Zugspitze“ und gibt eine realistische Dauer von 8,5 h an, so dass angenommen wird, der Gipfel könnte schon vor 1820 bestiegen worden sein. Diese Annahme ist jedoch umstritten. Kurt Brunner und Thomas Horst vom Lehrstuhl für Kartographie und Topographie an der Universität der Bundeswehr in München veröffentlichten in der Fachzeitschrift für Kartengeschichte Cartographica Helvetica (Heft 35, 2007) eine wissenschaftliche Publikation, die zu folgendem Schluss kommt: „Die aufgefundene Karte des Reintals ist somit keinesfalls ein Beleg für eine frühe Erstbesteigung der Zugspitze.“
Der Historiker Thomas Linder glaubt, dass Hirten oder Jäger mindestens bis in die Gipfelregionen vorgestoßen sind. Denkbar ist auch, dass Schmuggler Wege über den Zugspitz-Gipfel benutzt haben. Bereits 1804 haben in der Umgebung kartographische Aufnahmen für die Grafschaft Werdenfels stattgefunden. Es gibt Mutmaßungen, dass im Zuge dieser Arbeiten der kurfürstliche Ingenieur-Geograph Alois von Coulon auch den Gipfel erreicht haben könnte. Da Coulon für das Topographische Bureau arbeitete, ist es aber äußerst unwahrscheinlich, dass die Besteigung dort nicht zur Kenntnis genommen worden wäre.

### Erschließungsgeschichte

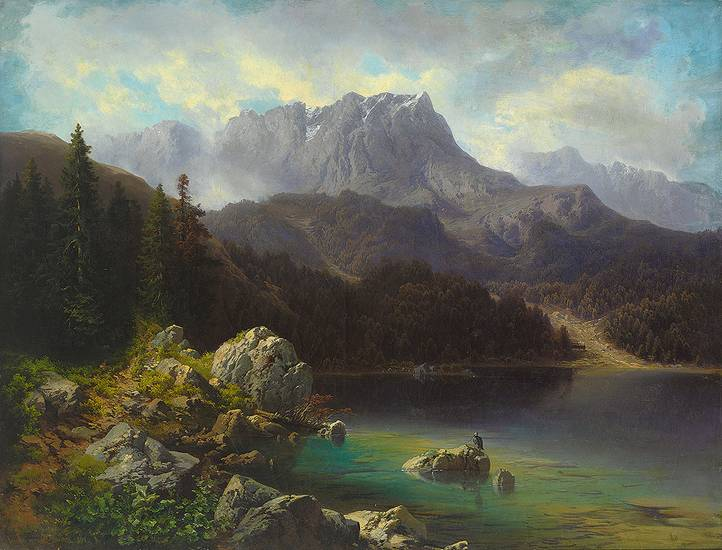
Zugspitze 1864 (Ölgemälde von Max Wolfinger)

Im Jahr 1823 erreichten Simon Resch und der „Schaf-Toni“ zum ersten Mal den Ostgipfel. Auch die zweite Besteigung des Ostgipfels am 18. September 1834 gelang Simon Resch mit seinem Sohn Johann und dem Bergführer Johann Barth. Da Reschs erste Besteigung angezweifelt worden war, wurde dieses Mal auf dem Gipfel ein Feuer angezündet. Am 27. September kam es zur dritten Besteigung des Ostgipfels durch die königlichen Forstgehilfen Franz Oberst und Schwepfinger zusammen mit Johann Barth. Oberst errichtete am Gipfel eine Fahnenstange mit Bayern-Flagge, die vom Tal aus sichtbar war.
Die erste Besteigung von Österreich aus gelang im August 1837. Von Ehrwald aus stiegen die Vermesser Joseph Feuerstein und Joseph Sonnweber auf den Westgipfel und hinterließen dort eine Signalstange mit ihren Initialen.
Zum dritten Mal wurde der Westgipfel am 10. September 1843 durch den Schafhirten Peter Pfeifer bestiegen. Er erkundete den Weg für eine Gruppe von acht Bergsteigern, die den Gipfel später im Auftrag von Bayerns Kronprinzessin Marie erreichten. Sie ließ den Weg für eine eigene Besteigung der Zugspitze prüfen.
Weitere Meilensteine:
- Am 22. September 1853 stand mit Karoline Pitzner die erste Frau auf der Zugspitze.
- Eine erste Überschreitung zwischen West- und Ostgipfel glückte 1857 dem Münchner Härtringer und dem Bergführer Joseph Ostler.
- Den irischen Brüdern Trench und dem Engländer Cluster gelang am 8. Juli 1871 unter Führung der Brüder Joseph und Joseph Sonnweber die Besteigung des Westgipfels durch das Österreichische Schneekar.
- Der Weg durch das Höllental auf die Zugspitze wurde am 26. September 1876 zum ersten Mal von Franz Tillmetz, Franz Johannes mit den Führern Johann und Joseph Dengg begangen.
- Die erste Winterbesteigung des Westgipfels fand am 7. Januar 1882 statt, die Begeher waren Ferdinand Kilger, Heinrich Schwaiger, Josef und Heinrich Zametzer sowie Alois Zott.
- Am 29. Juni 1895 stiegen Hans Gazert und Friedrich Voelcker vom Eibsee durch das Bayrische Schneekar auf den Gipfel.[66]
- Der Jubiläumsgrat wurde am 2. September 1897 in seiner ganzen Länge erstmals durch Ferdinand Henning begangen.

Die Besteigungszahlen der Zugspitze stiegen jährlich stark an. Wurde der Gipfel 1854 22-mal bestiegen, gab es bis zum Jahr 1899 schon 1600 Besteigungen. Vor dem Bau einer Seilbahn im Jahr 1926 waren es schon über 10.000.

### Normalwege

#### Zugspitzplatt über Reintal oder Gatterl

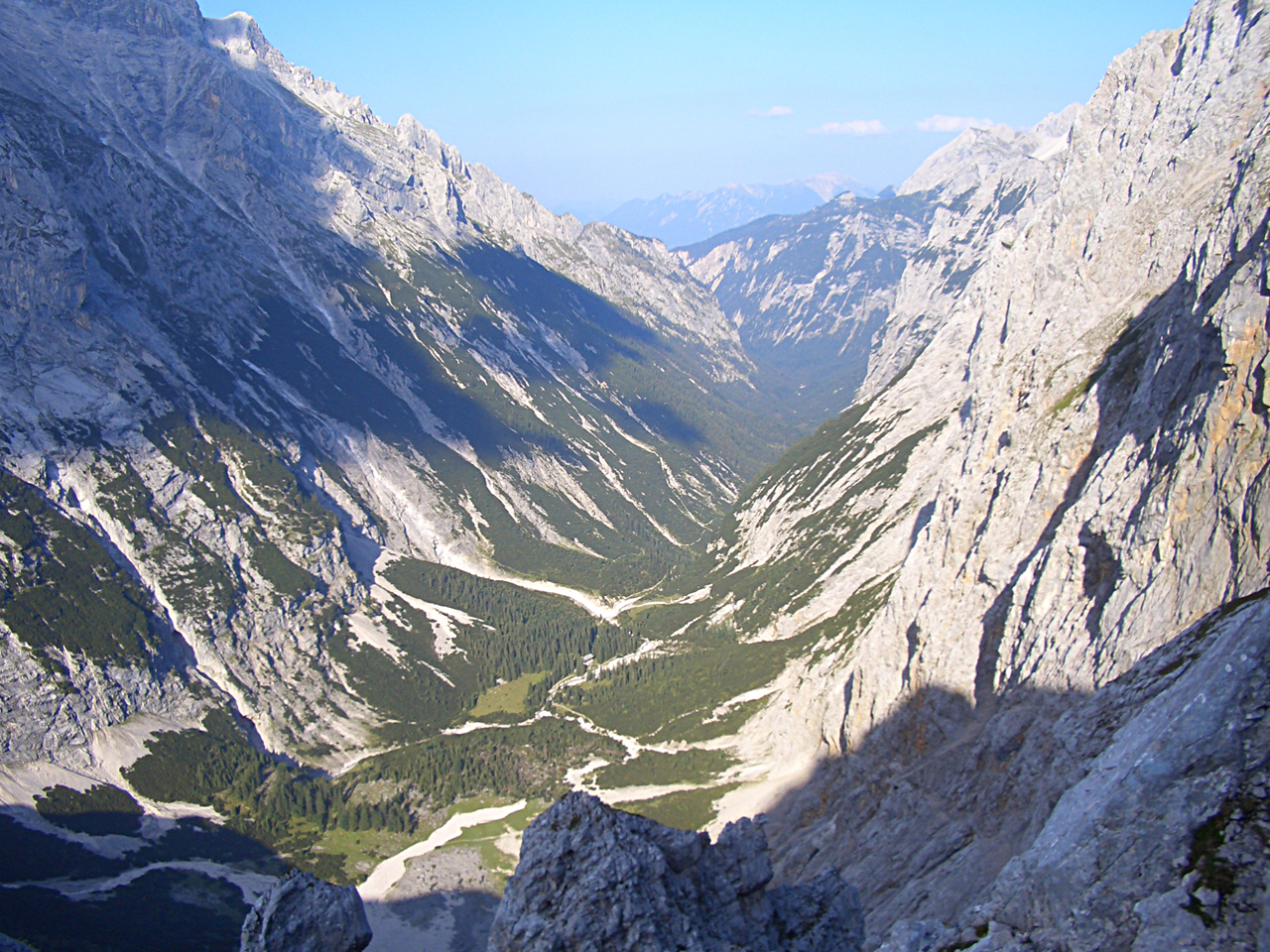
Blick vom Gatterl ins Reintal

Der leichteste der Normalwege führt durch das Reintal und ist der Weg der Erstbesteiger. Gleichzeitig ist er auch der längste Anstieg. Ausgangspunkt ist das Skistadion (730 m) von Garmisch-Partenkirchen. Durch die Partnachklamm führt der Weg entlang der Partnach zur Bockhütte (1052 m), wo das Reintal beginnt. Oberhalb der Partnach, die zwischendurch versickert, führt der Weg bis zur Reintalangerhütte (1370 m). Bis dorthin ist der Anstieg relativ flach, wird danach aber steiler. Von der Hütte geht es durchs Brunntal hinauf zur Knorrhütte (2051 m), die am Ostrand des Zugspitzplatts steht. Hier trifft auch die Variante von Ehrwald über das Gaistal und das Gatterl auf den Reintalweg. Über das Zugspitzplatt führt die Route nun in Richtung Nördlicher Schneeferner. Oberhalb der Station Sonn-Alpin beginnt am Punkt 2815 der versicherte Teil des Anstieges zum Zugspitzgipfel. Insgesamt sind auf der Tour 2232 Höhenmeter zu überwinden, die reine Gehzeit beträgt zwischen acht und zehn Stunden.

#### Höllental

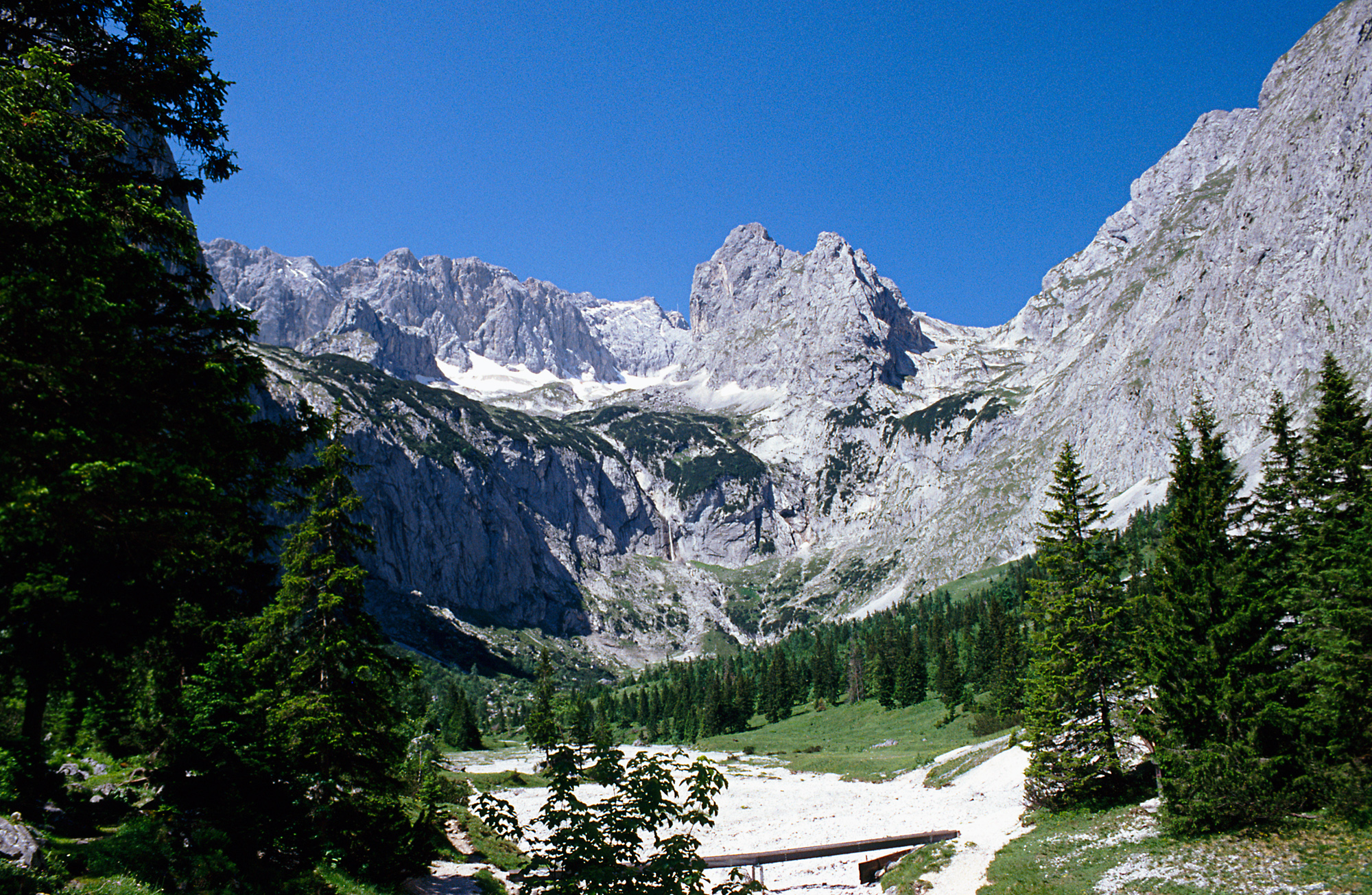
Blick von der Höllentalangerhütte Richtung Zugspitze

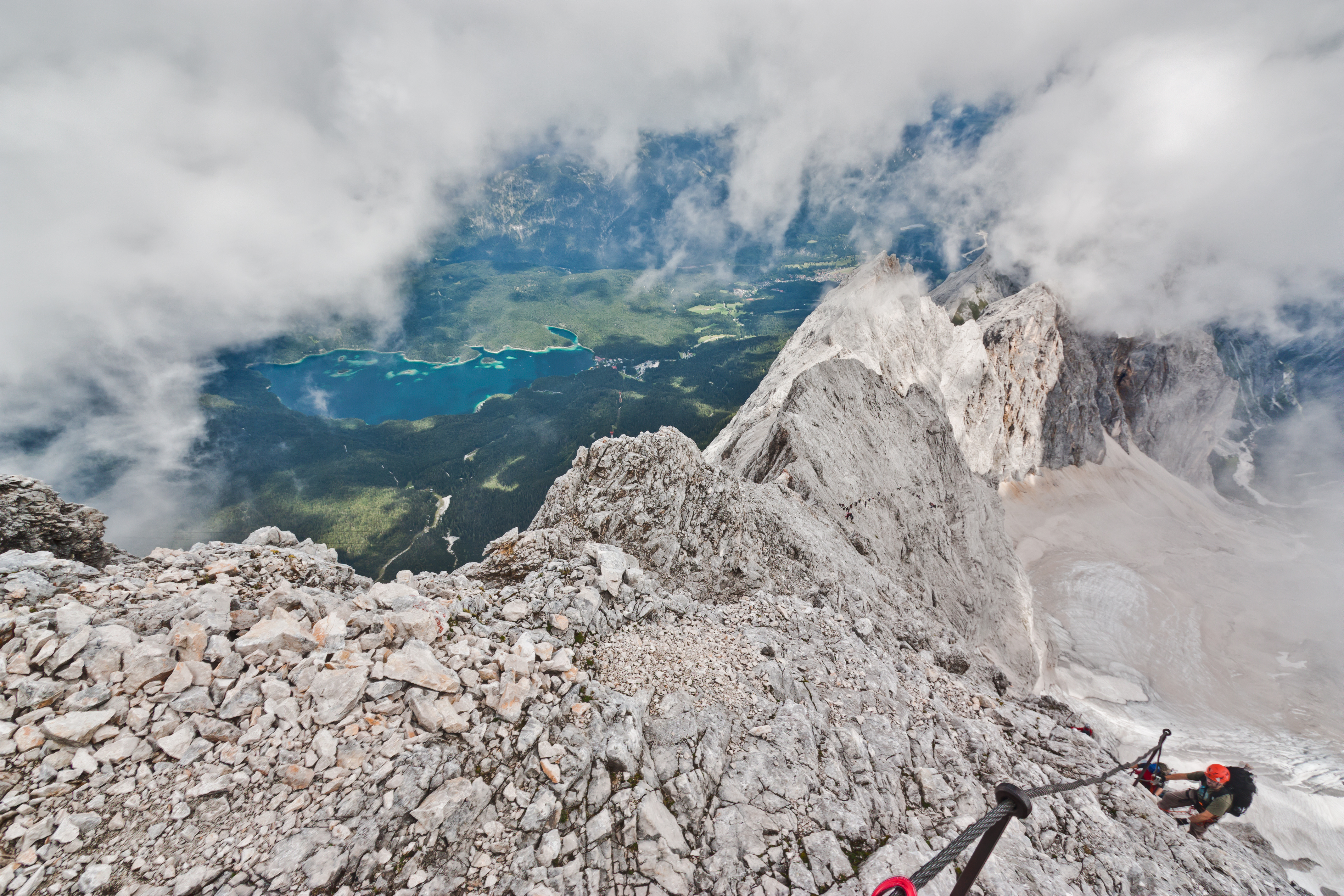
Höllental-Klettersteig, im Hintergrund der Eibsee

In Hammersbach (758 m) beginnt der Anstieg über das Höllental, entlang des Hammersbaches. Der Weg durch die Höllentalklamm wurde in den Jahren 1902 bis 1905 gebaut. Dabei wurden in der 1026 m langen Klamm zwölf Tunnel mit einer Länge von 288 Metern geschaffen. Weitere 569 m Weg wurden als Halbprofil aus dem Fels gesprengt, während 120 m auf Stegen und 49 m über Geröll verlaufen. Die Baukosten betrugen insgesamt 57.000 Mark. Jährlich durchqueren rund 60.000 Menschen die Klamm. Auf dem Stangensteig kann die Klamm auch umgangen werden. Nach der Klamm folgt die Höllentalangerhütte (1381 m), danach wird der Höllentalanger überquert. Oberhalb davon quert man das Brett mit Stahlstiften in einer Felswand. Über den Grünen Buckel geht es auf den Höllentalferner zu. Der Gletscher ist im Sommer meist aper, sodass für seine Überquerung Steigeisen nötig sind. Noch größere Schwierigkeiten bereitet aber die Randkluft, da sich das Eis durch Abschmelzung immer weiter vom Fels entfernt. Nach dem Ferner führt ein Klettersteig auf den Gipfel der Zugspitze. Auf dieser Tour sind 2204 Höhenmeter zu überwinden, für die zwischen sieben und acht Stunden benötigt werden. Es besteht auch die Möglichkeit, über den Riffelsteig vom Eibsee auf die Höllentalroute zu gelangen. Über die Riffelscharte trifft der Steig vor dem Brett auf den Tourverlauf.

#### Schneekar
Ein dritter Aufstieg führt über das Tiroler Schneekar. Ausgangspunkte sind der Eibsee (950 m) oder Ehrwald (1000 m) bzw. die Talstation der Ehrwalder Almbahn (1220 m). Die beiden Wege treffen oberhalb des Gamskars zusammen. Danach geht es weiter zur Wiener-Neustädter-Hütte (2209 m) und durch das Schneekar, an dessen Ende wiederum ein Klettersteig beginnt. In dessen Verlauf wird der Stopselzieher, eine natürliche Auswaschungshöhle durchstiegen. Der Weg trifft danach auf die versicherten Passagen des Reintal-Anstieges. In acht Stunden sind dabei mindestens 2012 Höhenmeter zu überwinden.

### Jubiläumsgrat

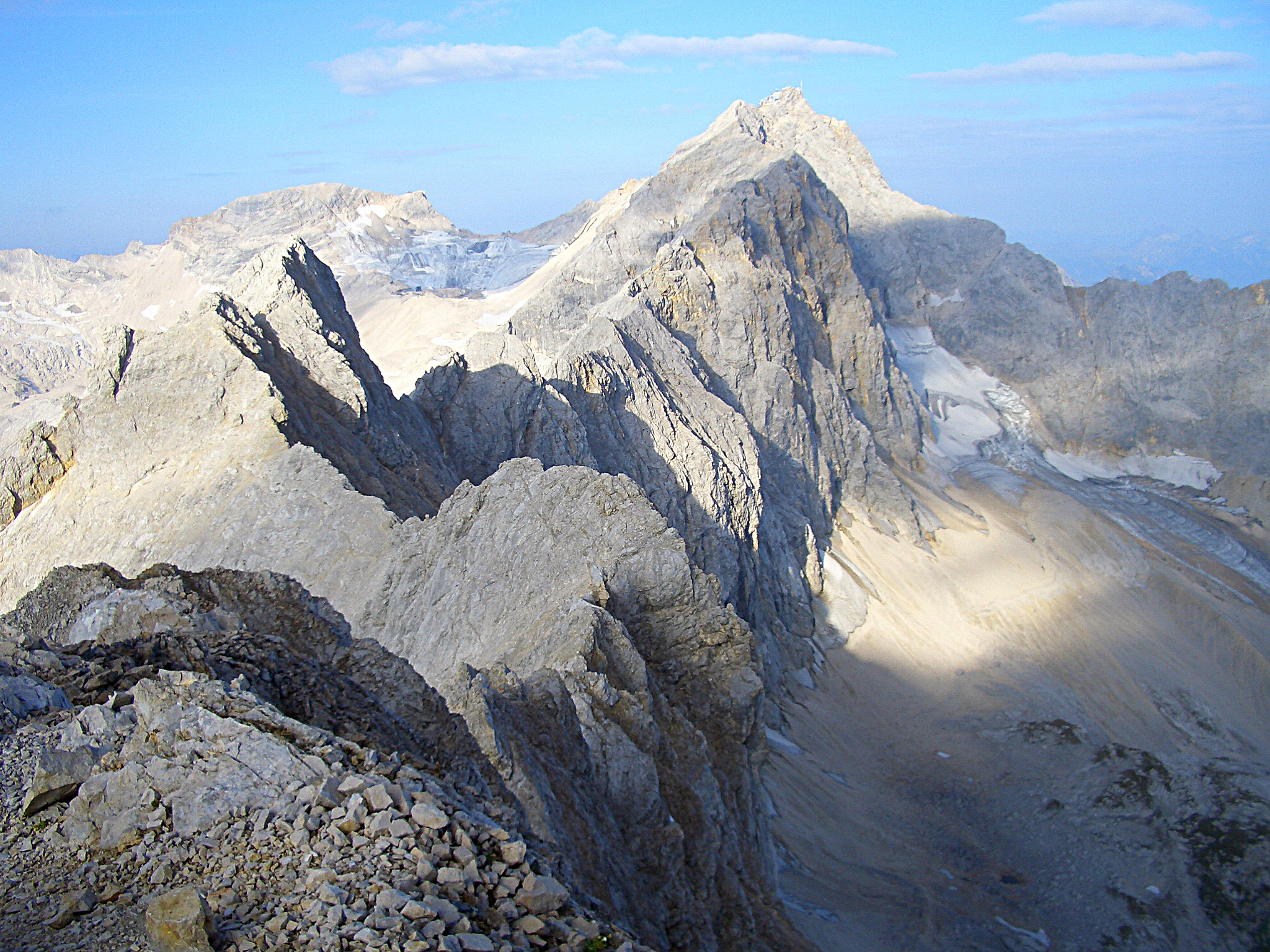
Westteil Jubiläumsgrat: Blick von der Mittleren Höllentalspitze zur Zugspitze

Eine der bekanntesten Gratrouten der Ostalpen ist der Jubiläumsgrat, der von der Zugspitze nach Osten verläuft und über die Innere (2737 m), Mittlere (2740 m) und Äußere Höllentalspitze (2716 m) sowie die Vollkarspitze (2630 m) zum Hochblassen (2707 m) führt. Davor zweigt die Route in Richtung Grießkarscharte (2463 m) und zur Alpspitze (2628 m) ab. Der Grat wurde zwischen 1909 und 1915 von der DAV-Sektion München teilweise mit Drahtseilen versichert. Ursprünglich wurde die Tour Jubiläumsweg genannt, nach einer tragischen Rettungsaktion 1979 ersetzte die Bezeichnung Jubiläumsgrat diese irreführende und Einfachheit suggerierende Benennung. Während der Tour, die kein reiner Klettersteig ist, müssen immer wieder unversicherte Passagen bewältigt werden, die dem unteren III. Schwierigkeitsgrad entsprechen. Die klettertechnische Schlüsselstelle ist eine glatte Rinne (III-). Im Bereich der Vollkarspitze befindet sich die klettersteigtechnische Schlüsselstelle (D). Die Schwierigkeiten auf der ungefähr acht Kilometer langen Kletterstrecke liegen um I und II sowie B. Normalerweise kann die Begehung im Sommer an einem Tag bewältigt werden. Zwischen Mittlerer und Äußerer Höllentalspitze steht die Höllengrathütte (2684 m), eine Biwakschachtel. Sie wird meist bei Winterbegehungen genutzt, bei denen die Tour in zwei Abschnitte gegliedert wird. Ein Zustieg zur Tour ist auch von der Knorrhütte über den Brunntalgrat möglich und trifft im Bereich der Inneren Höllentalspitze auf die Route.

### Unterkünfte
Im Bereich der Zugspitze befinden sich zahlreiche Berghütten. Im Höllental ist die Höllentalangerhütte (1381 m) mit 60 Betten und 46 Matratzenlagern ein Stützpunkt. Unterkünfte im Reintal sind die Reintalangerhütte (1370 m) mit 90 Schlafplätzen und am Rand des Zugspitzplatts die Knorrhütte (2051 m) mit 108 Übernachtungsplätzen. Die Knorrhütte war 1855 die erste Hütte im gesamten Wettersteingebirge. Alle Hütten sind je nach Witterung von Mai bis Oktober geöffnet. Direkt an der Zugspitze befinden sich mit der Wiener-Neustädter-Hütte und dem Münchner Haus zwei weitere Hütten. Das Schneefernerhaus, ein früherer Hotel- und Gastronomiebetrieb, ist heute eine Forschungsstation und bietet keine Übernachtungsmöglichkeit für Gäste mehr an.

#### Wiener-Neustädter-Hütte

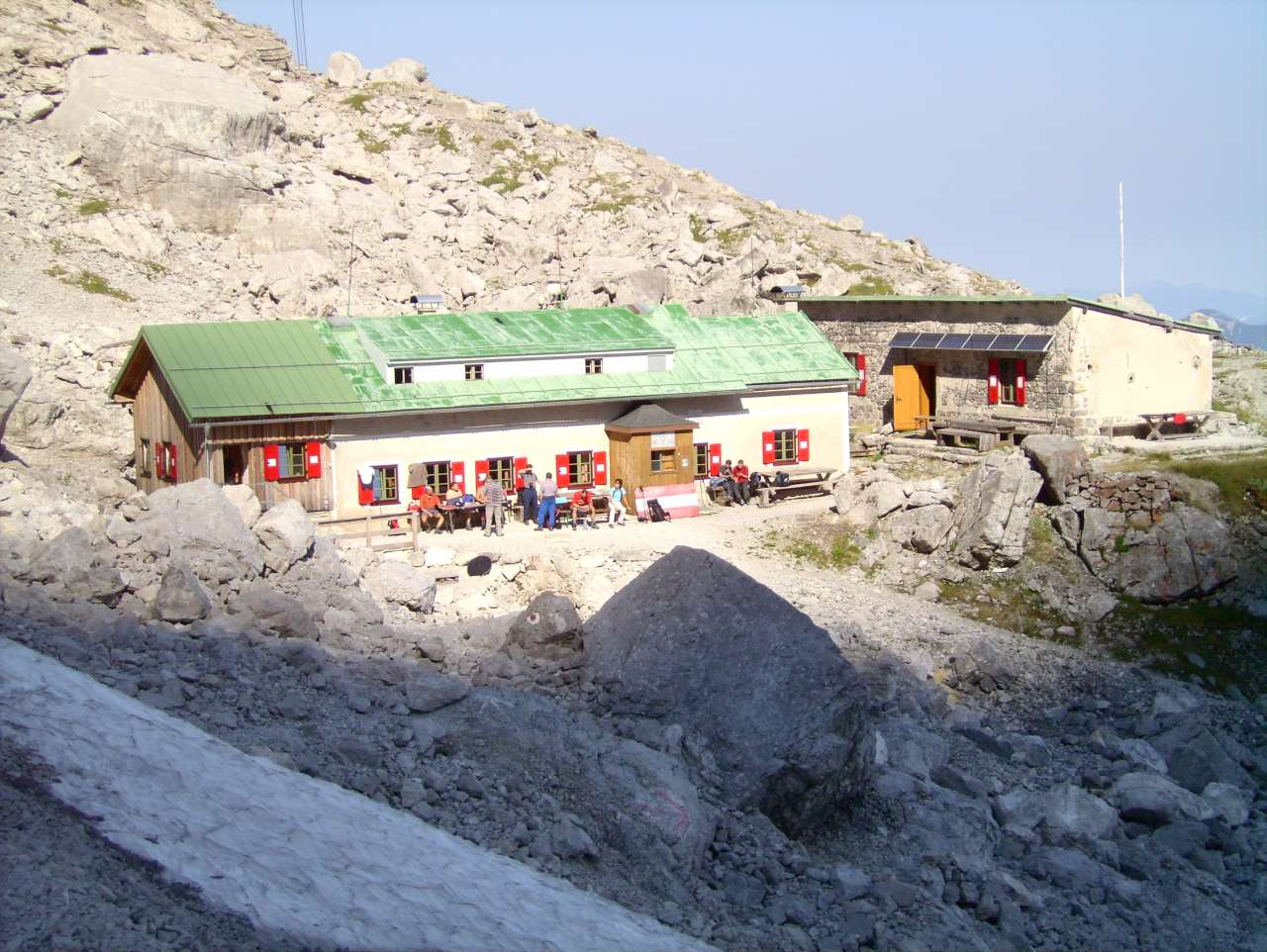
Wiener-Neustädter-Hütte, 2006

Als erste Hütte an der Zugspitze wurde die Wiener-Neustädter-Hütte (2209 m) im Jahr 1884 erbaut. Sie dient für den bereits 1879 eröffneten Klettersteig durch das Österreichische Schneekar als Stützpunkt. Die Hütte befindet sich am Westrand des Kars und steht unterhalb der Tiroler Zugspitzbahn. Vom Österreichischen Touristenklub betrieben, bietet sie 34 Bergsteigern in der Zeit von Juli bis Oktober eine Übernachtungsmöglichkeit.

#### Münchner Haus

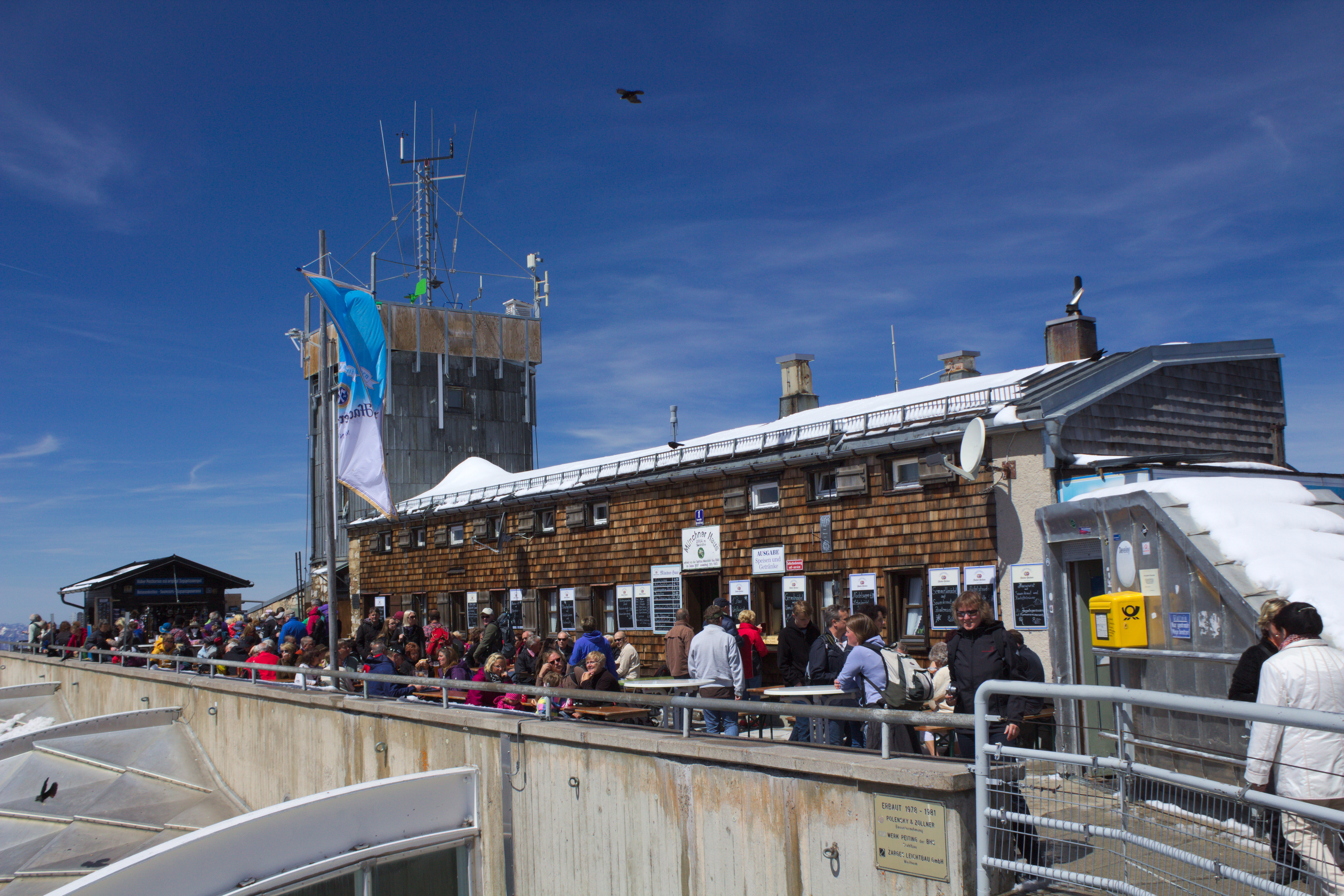
Münchner Haus, 2014

Seit 1883 steht knapp unter dem Westgipfel eine Unterkunft. Damals errichtete die Sektion München des DuOeAV eine Holzhütte mit Platz für zwölf Personen. Obwohl eine weitere touristische Erschließung des Gipfels auch kritisiert wurde, forderten in der Folge immer mehr Mitglieder den Bau einer größeren Hütte. So wurde schließlich das Münchner Haus (2959 m) errichtet. Zunächst wurde 1896 ein 200 Quadratmeter großer Bauplatz in den Fels gesprengt. Die bis zum 19. September 1897 errichtete Berghütte kostete 36.615 Mark. Sie war mit einer 21 Kilometer langen Telefonleitung und einem 5,5 km langen Blitzableiter versehen. In den Jahren 1911 bis 1914 wurde die Hütte erweitert und erhielt ihr heutiges Aussehen. Sie bietet 30 Betten zur Übernachtung und ist von Mai bis Oktober geöffnet. Es übernachten dort durchschnittlich 2000 Personen pro Jahr, hinzu kommen Tagestouristen.

#### Schneefernerhaus
Das Schneefernerhaus (2656 m) war ab 1930 zunächst der Bahnhof der Bayerischen Zugspitzbahn. Im Juni 1931 wurde das angebaute Hotel eingeweiht. Nach dem Krieg beschlagnahmten die US-Streitkräfte das Haus als Recreation Facility (Erholungszentrum). Erst 1952 wurde es wieder freigegeben und renoviert, Wiedereröffnung war im Dezember desselben Jahres. Am 15. Mai 1965 ereignete sich ein schweres Lawinenunglück. Die Lawine hatte sich oberhalb des Hauses gelöst und war über die Sonnenterrasse hinweggefegt. Dabei verloren 10 Menschen das Leben und 21 wurden schwer verletzt. Ende der 1980er Jahre wurde der Bahnhof verlegt und der Hotel- und Gastronomiebetrieb im Januar 1992 eingestellt. Zwischen 1993 und 1997 erfolgte der umfangreiche Umbau zu einer Forschungsstation, die bereits 1996 in Betrieb genommen wurde. Während der Arbeiten kam es 1994 zu einem Brand, der den fünften Stock und das Dachgeschoss völlig zerstörte.

## Skisport

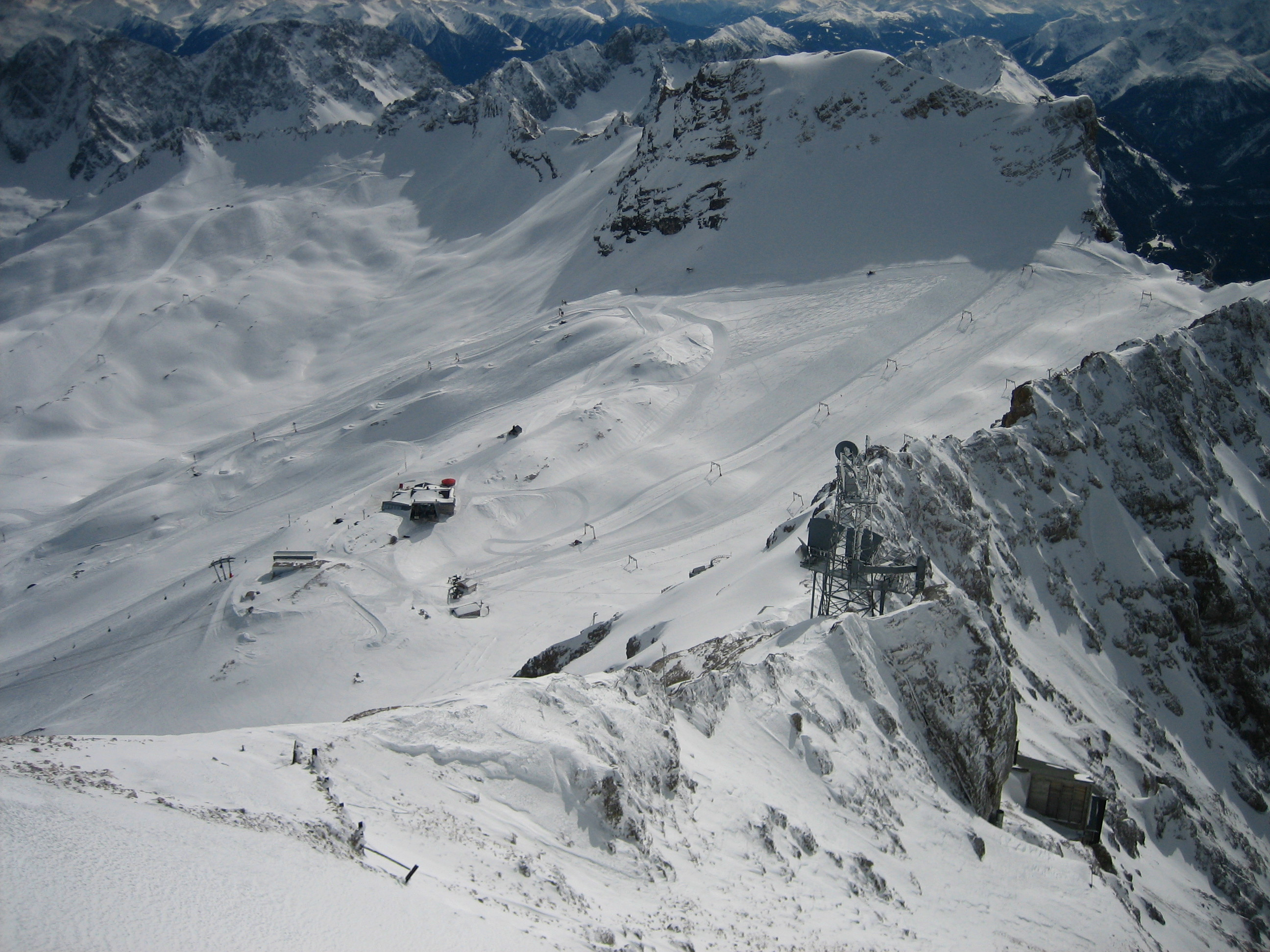
Skigebiet im Bereich des Nördlichen Schneeferners

Seit 1949 gibt es auf dem Zugspitzplatt ein Skigebiet, gegenwärtig betrieben von der Bayerischen Zugspitzbahn Bergbahn AG auf einer Höhe von 2000 bis 2720 m. Die Skifahrer erreichen es über die Seilbahnen von Ehrwald und Eibsee aus oder mit der Zahnradbahn. Von den Zugspitz-Gipfelstationen der Seilbahnen bringt eine Großkabinenbahn die Wintersportler zur Station Sonnalpin, wo sich auch die einzigen Restaurants des Gebiets befinden.
Über das Platt verteilt werden die Skifahrer von sechs Liften transportiert. Es gibt zwei Sesselbahnen sowie vier Schlepplifte, von denen zwei als Parallelschleppliftanlagen, das heißt mit zwei gleich langen nebeneinander verlaufenden Anlagen betrieben werden. Die sechs Lifte haben zusammen eine mögliche Förderleistung von 9040 Personen pro Stunde. Die größte Kapazität haben dabei die 6er Sesselbahnen mit jeweils 2200 Personen. Insgesamt sind die Beförderungsanlagen 6380 Meter lang und überwinden einen Höhenunterschied von 1545 m. Der Schlepplift Weißes Tal überwindet mit 350 m den größten Höhenunterschied. Das Gebiet besteht aus 12 Skipisten mit mittlerer Schwierigkeit (rot) und leichter Schwierigkeit (blau), die eine Gesamtpistenlänge von ungefähr 20 Kilometern aufweisen, darunter 13 km mit mittlerer Schwierigkeit. Längste Piste ist der Super G mit 2,9 km bei 500 m Höhenunterschied. Darüber hinaus bestand bis in den Winter 2011/12 ein Funpark und die Möglichkeit, den Gebrauch von Lawinenverschüttetensuchgeräten zu trainieren.
Für Skitourengeher ist besonders die Route von Ehrwald über das Gatterl von Bedeutung. Die „Neue Welt“ genannte südseitig exponierte Abfahrt vom Schneefernerkopf nach Ehrwald gilt als extrem schwierige und gefährliche Steilabfahrt, die neben Steigungen bis zu 40 Grad auch eine Abseilstelle aufweist.

## Bahnen

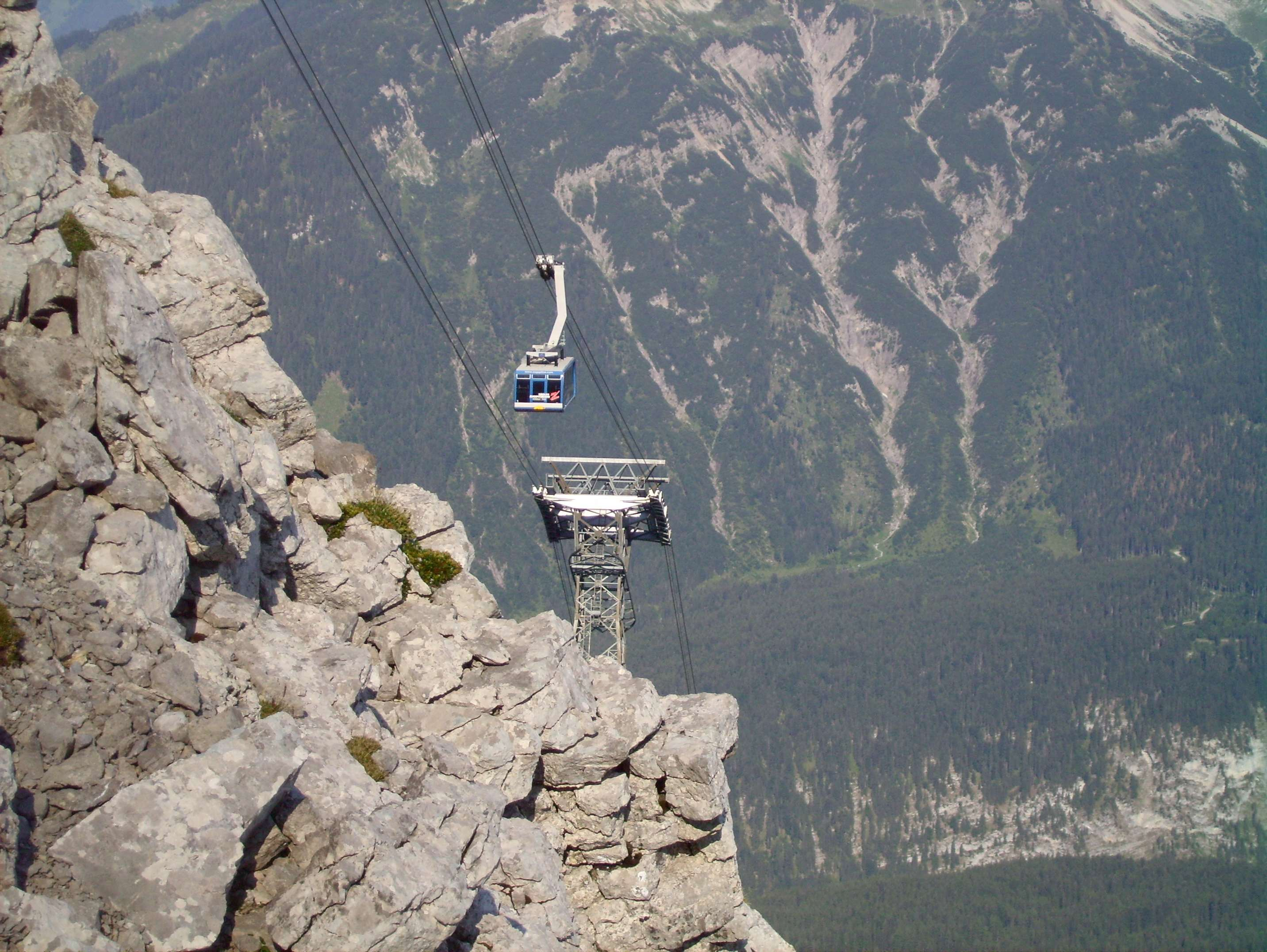
Blick auf die Stütze II der Tiroler Zugspitzbahn

### Tiroler Zugspitzbahn
Die erste Luftseilbahn ins Zugspitzmassiv war die Tiroler Zugspitzbahn. 1923 wurde in Reutte die Österreichische Zugspitzbahn AG gegründet, die 1924 eine Konzession zum Bau einer Seilbahn von Ehrwald auf das Zugspitzeck erhielt. Nach 14 Monaten Bauzeit war die Bahn bis Juli 1926 fertig gestellt und ein Hotel, genannt Kammhotel errichtet. Die Bahn endete auf 2805 Metern, sodass mit ihr der Gipfel nicht direkt erreicht werden konnte. Um Skifahrer auf das Zugspitzplatt zu befördern, war ein Tunnel nötig. Er wurde zwischen 1927 und 1929 gebaut und war 700 Meter lang. 1937 übernahm die Bayerische Zugspitzbahn AG mit 99 Prozent die Mehrheit an der Österreichischen AG. Im selben Jahr wurde der Tunnel bis zum Schneefernerhaus verlängert. Nach dem Krieg wurde die Seilbahn als Deutscher Besitz im Ausland enteignet und ging wieder in österreichisches Eigentum über. Am 15. Mai 1964 erfolgte die Eröffnung einer Gipfelseilbahn als Verbindung der österreichischen Endstation mit dem Gipfel.
Im Juli 1991 war der Neubau der Seilbahn von Ehrwald auf den Gipfel abgeschlossen. Sie ist 3,6 Kilometer lang und führt von Ehrwald-Obermoos (1225 m) über drei Stützen auf die Zugspitze (2950 m). Im Februar 2003 beschädigte ein Brand in der Talstation die Bahn schwer. Sie konnte im August desselben Jahres wieder eröffnet werden.

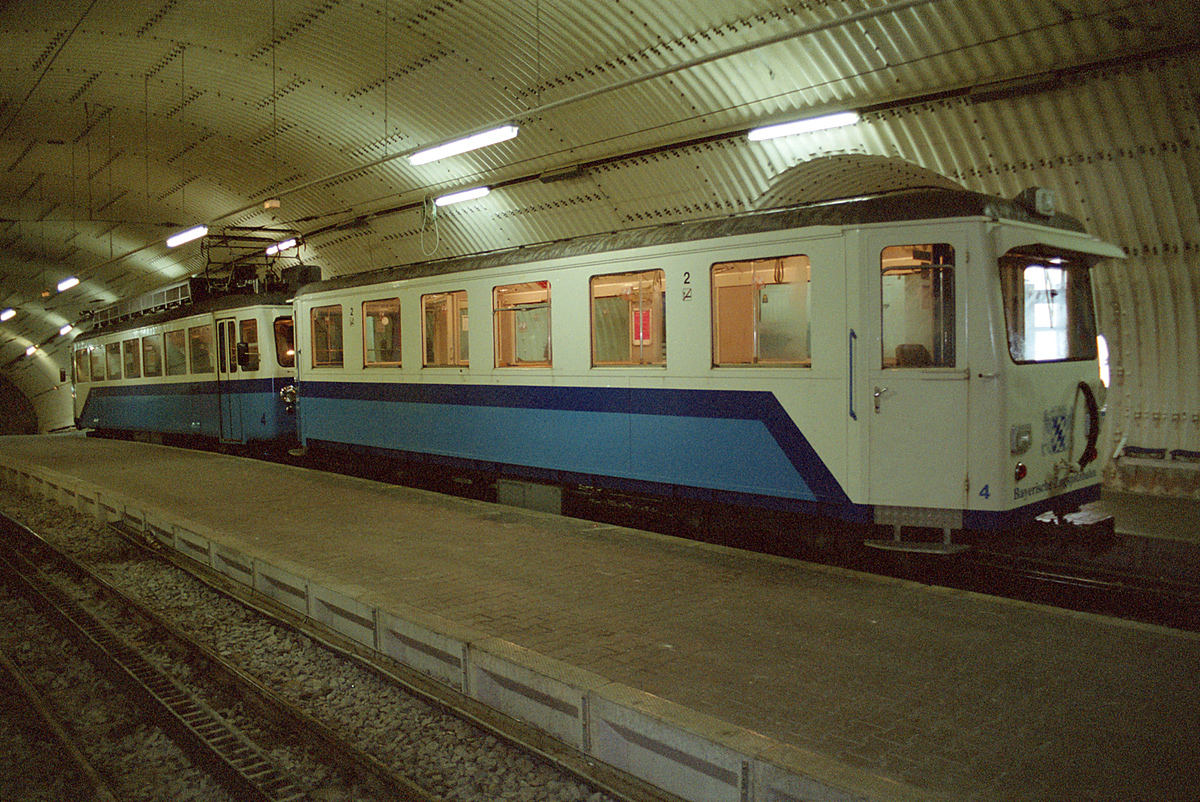
Triebwagen im Gletscher-Bahnhof

### Bayerische Zugspitzbahn

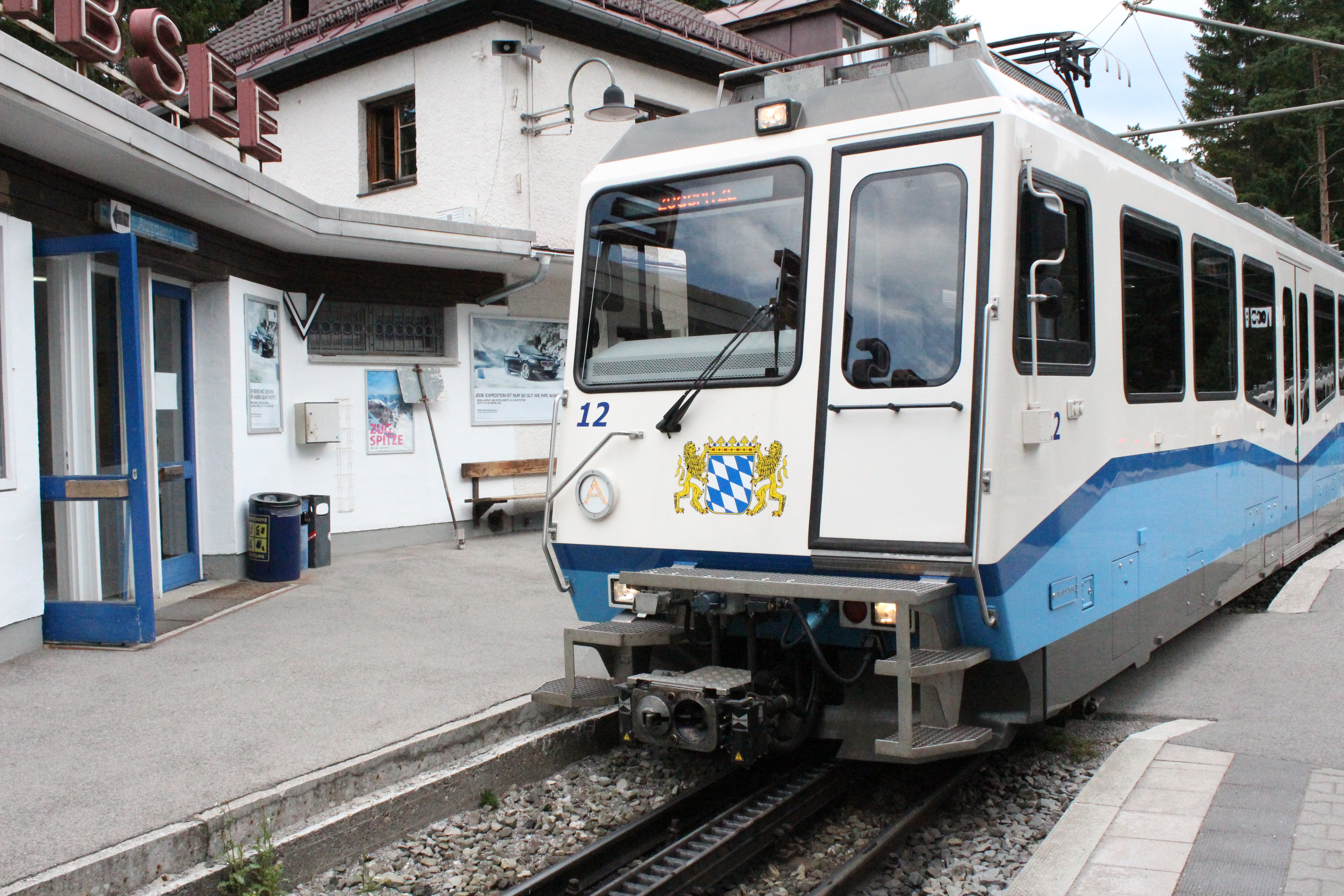
Die Zugspitzbahn beim Einfahren in die Haltestelle Eibsee unterhalb der Zugspitze.

Nach dem Beginn des Baus der Jungfraubahn auf das Jungfraujoch 1896 und der Eröffnung der Gornergratbahn 1898 in der Schweiz gab es auch erste Pläne für eine technische Erschließung der Zugspitze. Ein erstes Gesuch lehnte Prinzregent Luitpold von Bayern 1899 ab, weil er „keinerlei Verkehrsbedürftnis“ sah. 1914 wurde erstmals eine Planungsgenehmigung für eine solche Bahn erteilt, die jedoch wegen des Ersten Weltkrieges scheiterte. 1925 wurde eine weitere Konzession erteilt, die allerdings verfiel.
Am 1. April 1928 erhielt ein Konsortium mit einem Kapital von fünf Millionen Reichsmark die Genehmigung für den Bau einer Bahn zwischen Garmisch-Partenkirchen über den Eibsee hinauf zur Zugspitze, genannt Bayerische Zugspitzbahn. Die Fertigstellung war für den Beginn der Oberammergauer Passionsspiele 1930 geplant. Um diese knappe Bauzeit einhalten zu können, wurde der Zugspitztunnel nicht nur von unten herauf gebohrt, sondern auch von oben und mit Hilfe der Fenster I, III, IV und 0 in der Nordwand vorangetrieben. Über diese künstlichen Wandöffnungen wurden die Arbeiter durch Hilfsseilbahnen mit dem nötigen Material versorgt. Insgesamt bewegten teilweise bis zu 2500 Arbeiter 85.000 Kubikmeter Erde und 160.000 Kubikmeter Fels. Sie verbrauchten dabei knapp 198 Tonnen Sprengstoff. Bei den Bauarbeiten verloren zehn Menschen ihr Leben. Am 8. Februar gelang der Tunnel-Durchbruch zum Zugspitzplatt. Die Eröffnung der Bahn war am 8. Juli 1930, das Hotel Schneefernerhaus am Bahnhof Zugspitzplatt wurde wie die Gipfelseilbahn am 20. Januar 1931 eröffnet. Die Seilbahn wurde 1977 zu einer Großkabinenbahn ausgebaut und 1992 erneut modernisiert.
1950 erbaute man eine Verbindungsseilbahn zwischen Schneefernerhaus und Zugspitzplatt, die 1966 erneuert wurde. Zwischen 1985 und 1988 wurde der Endbahnhof nach unten verlegt, so dass er seitdem mitten im Skigebiet liegt. Zwischen Garmisch (705 m) und Grainau (751 m) verläuft die Bahn als Reibungsbahn und im Anschluss daran bis zur Endstation Gletscher-Bahnhof (2588 m) als Zahnradbahn. Die Strecke ist insgesamt 19 km lang, wovon 4,4 km durch den Zugspitz-Tunnel verlaufen. Eine Fahrt dauert ungefähr 45 min. Vom Bahnhof führt die Zugspitz-Gletscherbahn auf den Gipfel. Auf der Bahnstrecke kam es jeweils 1999 und 2000 zu Kollisionen, bei denen mehrere Menschen verletzt wurden.

### Eibsee-Seilbahn und Seilbahn Zugspitze

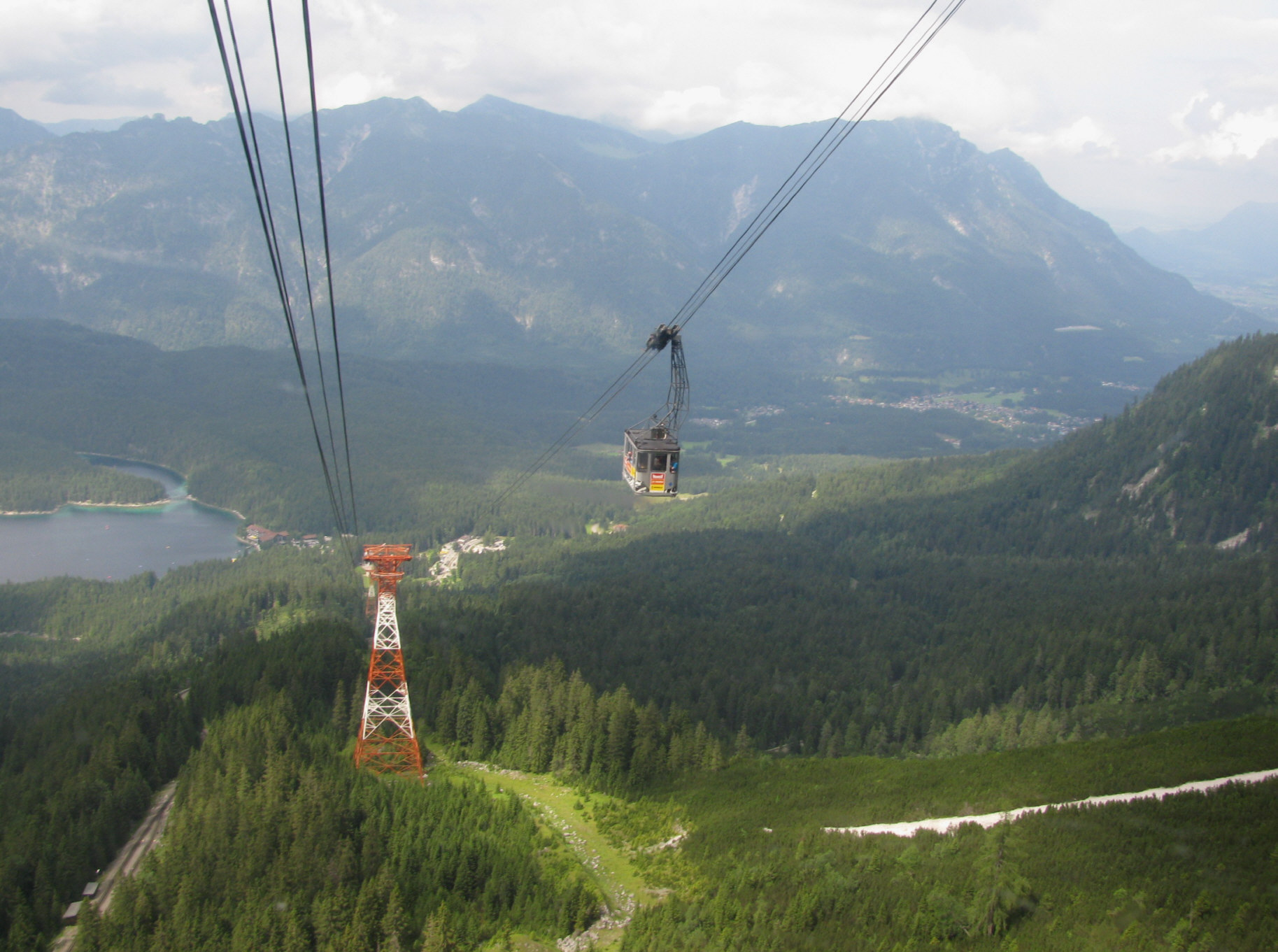
Seilbahn zwischen Gipfel und Eibsee (alte Eibsee-Seilbahn), 2009

Erste Pläne für eine Seilbahn vom Eibsee zur Zugspitze gab es bereits 1909 mit der Genehmigung zur Projektierung, die 1911 verlängert wurde. Das Projekt scheiterte jedoch zunächst an der Finanzierung. 1960 erhielt die Bayerische Zugspitzbahn AG die Konzession für die Eibsee-Seilbahn. Bis zum Dezember 1962 wurde eine 4500 m lange Seilbahn zwischen Eibsee (1000 m) und Gipfel gebaut. Sie verlief über zwei 65 und 85 Meter hohe Stützen und überwand 2000 Höhenmeter. Die Neigung betrug bis zu 46 Grad. Bei der Jungfernfahrt am 1. Dezember 1962 führte eine Blockade des elektronischen Bremssystems zum Abbruch der Eröffnung. Die Kabine mit den Ehrengästen war mitten auf der Strecke steckengeblieben. Seilprobleme bei Stürmen sorgten dafür, dass die Bahn ihren Betrieb erst am 15. Mai 1963 aufnehmen konnte. 1973 wurde die obere Stütze von einer Lawine schwer beschädigt.
2017 wurde die alte Seilbahn durch die heutige, leistungsfähigere Bahn ersetzt. Die letzte planmäßige Fahrt der bisherigen Bahn erfolgte am 2. April 2017. Am 21. Dezember 2017 wurde die neue Seilbahn Zugspitze in Betrieb genommen.

## Forschung

### Wetterwarte Zugspitze

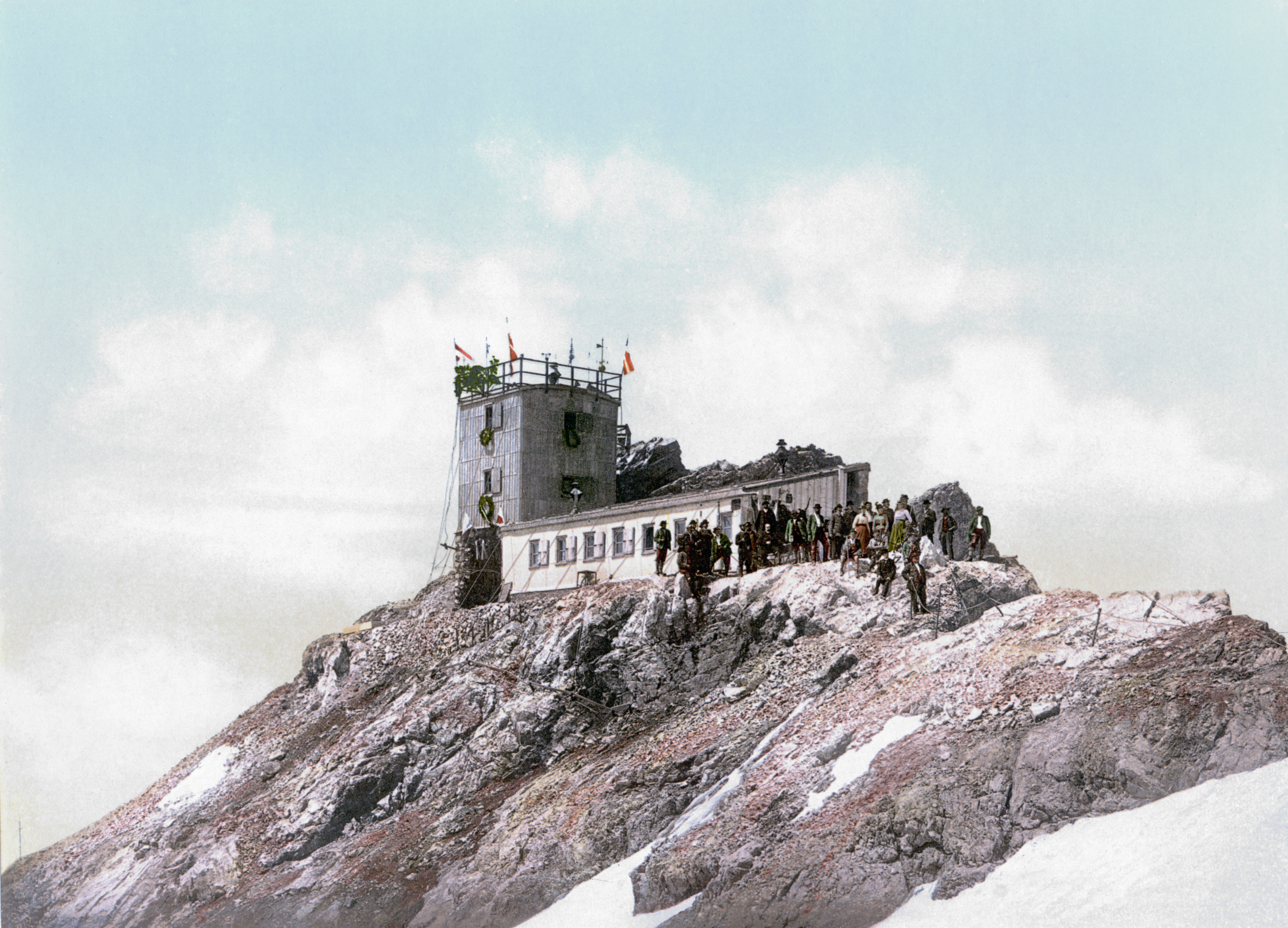
Einweihung des Observatoriums 1900

Von Juli 1899 bis Juli 1900 wurde am Münchner Haus ein meteorologisches Observatorium, die Königlich Bayerische Meteorologische Hochstation Zugspitze, angebaut und am 19. Juli 1900 eingeweiht. Erster Wetterbeobachter auf der Bergwetterwarte war der spätere Antarktisforscher Josef Enzensperger, der dort oben sieben Monate überwinterte. Das Observatorium wird seit dem 11. November 1952 vom Deutschen Wetterdienst betrieben. Seit der Inbetriebnahme gibt es von der Zugspitze fast lückenlose Wetterbeobachtungen. Die einzige Unterbrechung der Messreihen trat nach dem Zweiten Weltkrieg zwischen dem 5. Mai und dem 9. August 1945, als die Alliierten den Gipfel besetzten, ein. Die bis 2018 im 24-Stunden-Dienst besetzte und seither automatisch betriebene Station liefert täglich 24 stündliche Wettermeldungen mit Temperatur, Luftdruck, Strahlung, Windgeschwindigkeit sowie Art und Grad der Bewölkung. Alle sechs Stunden erfolgt eine Niederschlagsmessung und alle zwölf Stunden die Aufnahme der Temperatur-Extremwerte, des Erdbodenzustandes und der Schneehöhe. Die tägliche Sonnenscheindauer misst ein Autograf.
Seit 1994 ist die Wetterwarte Teil des Integrierten Mess- und Informationssystems zur Überwachung der Umweltradioaktivität (IMIS) des Deutschen Wetterdienstes. Bei diesen Messungen werden in jedem Winter erhöhte Caesium-137-Werte gemessen, weil vermehrt radioaktiv verseuchtes Holz verbrannt wird. Diese Radioaktivität ist noch die Folge der Nuklearkatastrophe von Tschernobyl, wobei die Werte aber unbedenklich sind. Als 1998 in einem spanischen Stahlwerk versehentlich eine Kapsel mit Caesium-137 verbrannt wurde, überschritten die Werte mit 0,000022 Bq/m³ zum bisher einzigen Mal deutlich den Normalwert.
Neben der vom Deutschen Wetterdienst (DWD) betriebenen Wetterwarte werden in einer Beobachtungsanlage auf dem Gipfel auch Daten für Forschungsprojekte am Institut für Meteorologie und Klimaforschung – Atmosphärische Umweltforschung (IMK-IFU) des Karlsruher Instituts für Technologie (KIT) gesammelt. Dort beschäftigt man sich mit dem Einfluss menschlicher Aktivitäten auf die chemische Zusammensetzung der Erdatmosphäre. Außerdem ist die Zugspitze Teil des Global-Atmosphere-Watch-Programms, das weltweit klimarelevante Stoffe in der Atmosphäre misst. Dafür wurde auf dem Dach der Gipfelstation ein Spektrometer eingebaut, das die Dicke der Erdatmosphären-Schichten feststellt.

### Schneefernerhaus

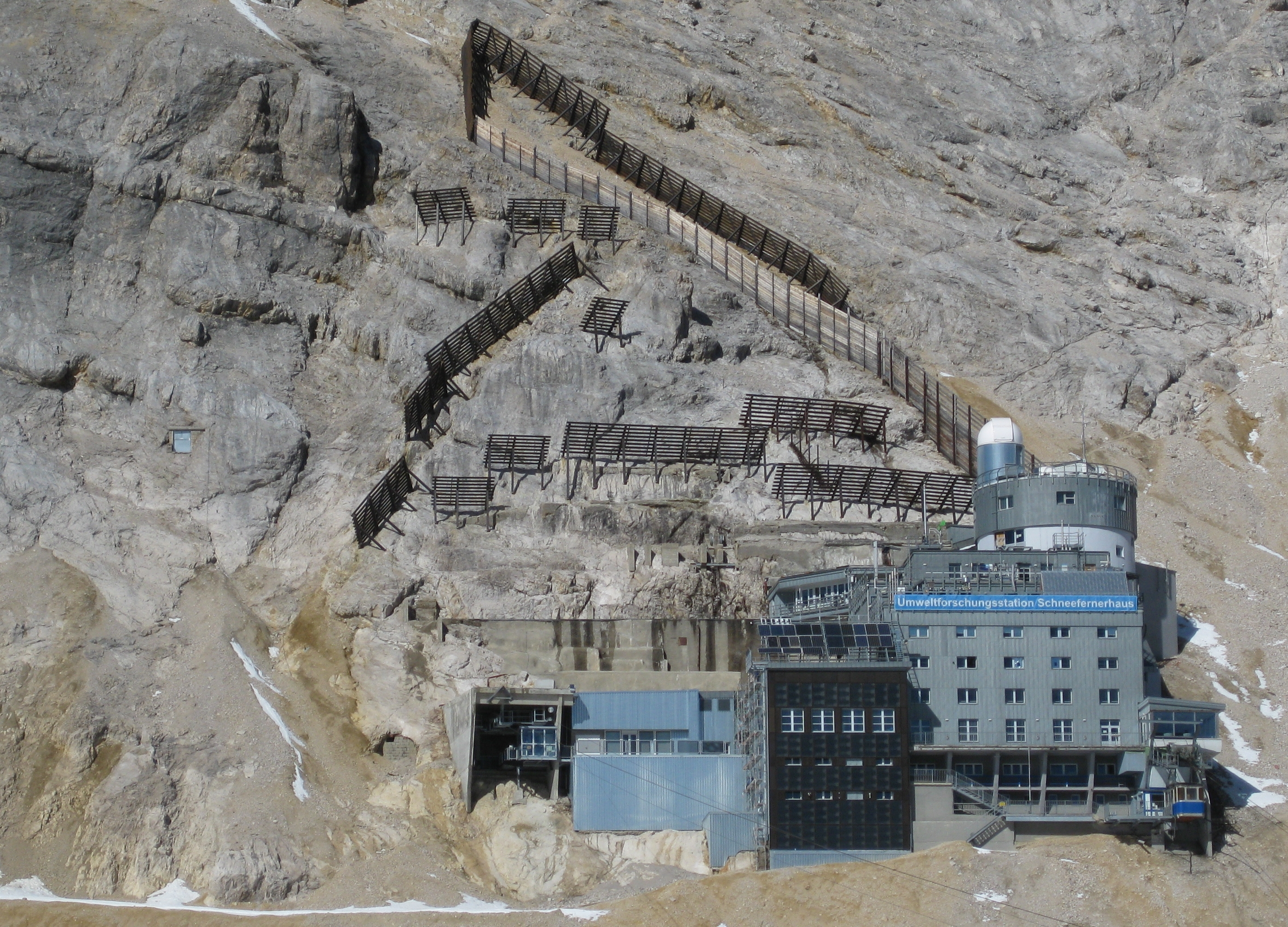
Schneefernerhaus

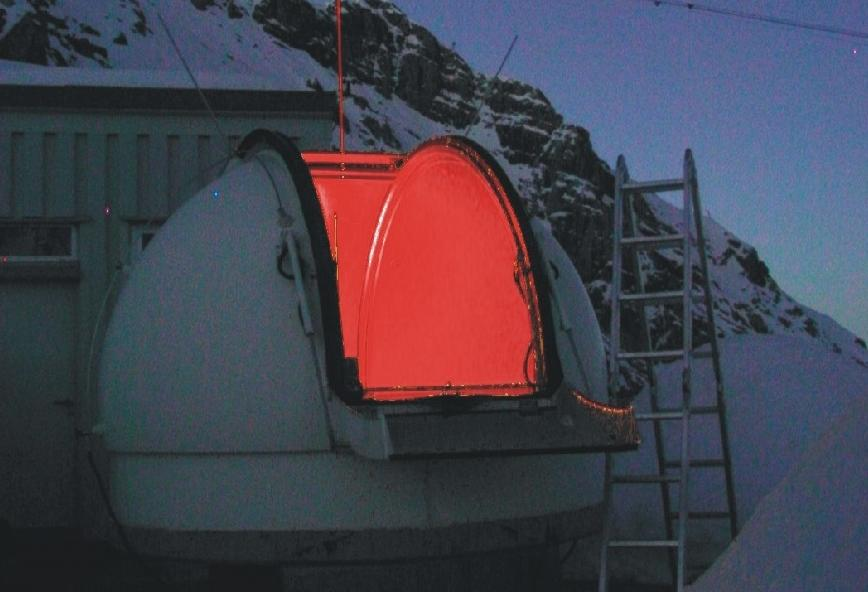
Wasserdampf-LIDAR

Nach der Schließung des Hotels Schneefernerhaus und seinem Umbau (1993–1997) zur Umweltforschungsstation Schneefernerhaus (UFS) haben ab 1996 verschiedene Institutionen mit ihrer Forschung begonnen. Die Station kann ganzjährig mit den Seilbahnen oder mit einer Sonderfahrt bis zum alten Bahnhof mit der Zahnradbahn erreicht werden. Die Grundausstattung stammt aus Mitteln des Bundesforschungsministeriums und der Deutschen Bundesstiftung Umwelt. Stand 2025 werden 8 Forschungsschwerpunkte mit unterschiedlichen Partnern bzw. Kooperationen verfolgt:
In der UFS forschen der Deutsche Wetterdienst mit Meteorologie und radiologischen Messungen und das Umweltbundesamt mit luftchemischen Messungen zu Aerosolen, Ozonprofilen, Radioaktivität und klimarelevanten Spurenstoffen. Das Deutsche Zentrum für Luft- und Raumfahrt beteiligt sich an einem globalen Netzwerk, das eine Früherkennung von Klimasignalen in den oberen Luftschichten ermöglichen soll. In 87 Kilometern Höhe, der Mesopause, wird dazu mit Hilfe eines Infrarotspektrometers der sogenannte Airglow gemessen. Das Karlsruher Institut für Technologie befasste sich am Schneefernerhaus mit der vertikalen Verteilung von Wasserdampf in der Atmosphäre, die mit Lidar gemessen wird.
Die Ludwig-Maximilians-Universität München (LMU) beschäftigt sich mit der Messung und Erforschung von solaren UV-Strahlen, seismischen Aktivitäten, Untersuchung von Schnee und durch Klimawandel veränderte allergische Reaktionen (durch neue heimische Pflanzenarten). Die Max-Planck-Gesellschaft vermisst fluoiddynamische Strömungen innerhalb von Wolken.
Forschungsschwerpunkt des Helmholtz-Zentrums München ist die kosmische Strahlung und deren medizinische Anwendung. Die LMU und das Bayerische Landesamt für Umwelt überwachen Bayern vom Schneefernerhaus aus seismologisch. Die Technischen Universität München forscht zur Konzentration von Gasen, die mit dem Klimawandel zusammenhängen sowie zu Permafrostböden und zur Auswirkung von Hochgebirgsklima auf Krankheiten und Allergien. Weitere Forschungseinrichtungen in dem Schneefernerhaus sind die Universität Augsburg und die Universität Würzburg sowie weitere Partner, die einzelne Studien aber keine langfristigen Forschungsprojekte auf dem Schneefernerhaus durchführen.

## Sendeanlagen Zugspitze

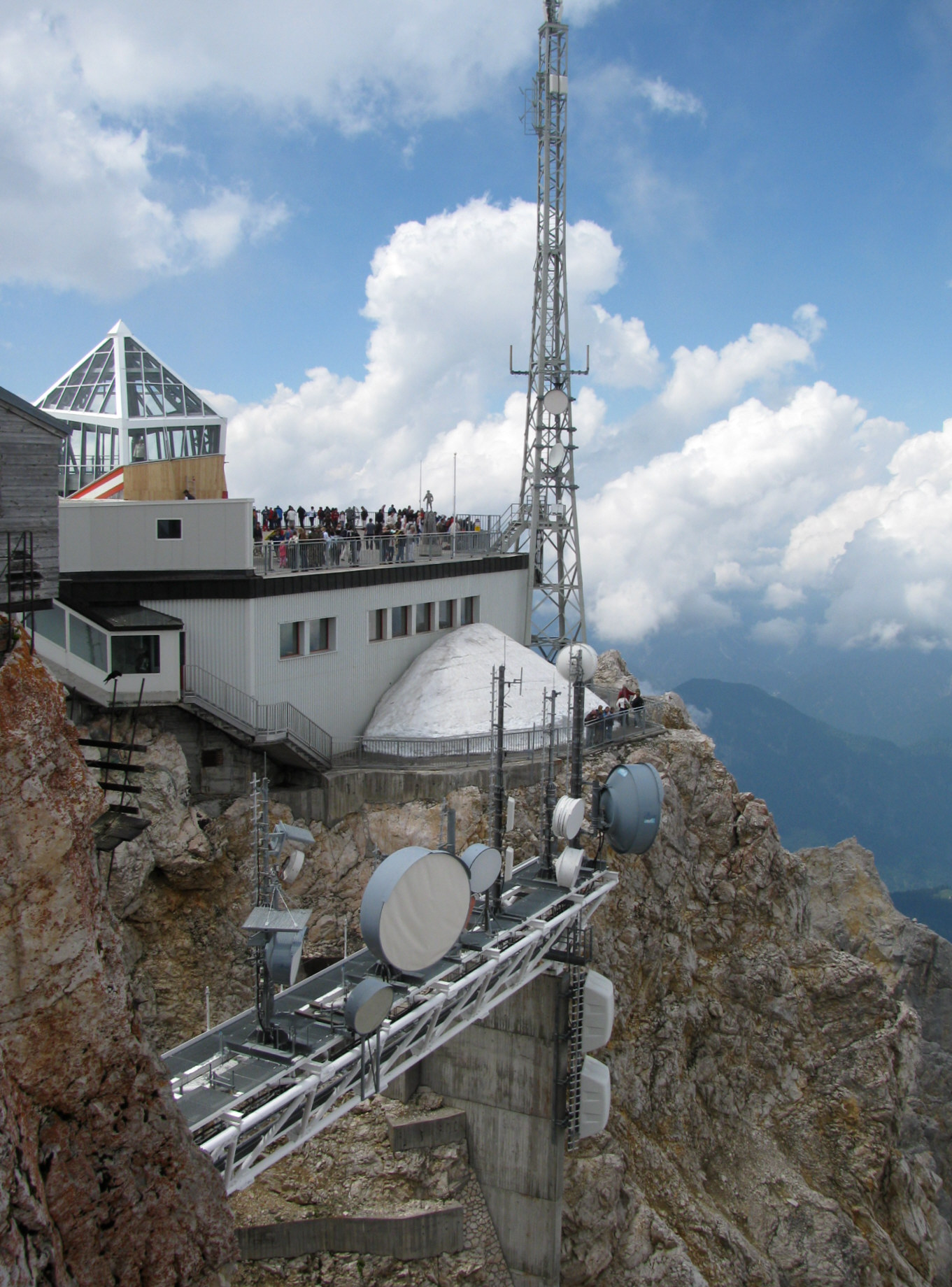
Sendemastanlage (Österreichische Rundfunksender) und Richtfunkstation (Deutsche Funkturm)

Von der Zugspitze aus werden neben Richtfunk-Verbindungen Radio- und Fernsehprogramme ausgestrahlt.
Auf dem Turm der Wetterwarte des Deutschen Wetterdienstes befindet sich Deutschlands höchstgelegene Amateurfunk-Relaisstation.

## Filmografie
- Die Unverfrorenen – Eine Wintersaison auf der Zugspitze. Birgit Meißner, 2004: Fünfteilige Dokumentation aus verschiedenen Perspektiven über einen Winter auf und an der Zugspitze
- Gipfelsturm. Bernd Fischerauer, 2006: Spielfilm über die Erstbesteigung 1820
- Die Zugspitze – Berg der Kontraste. Wolfgang Thaler, 2007
- Wildes Deutschland: Die Zugspitze – Eine Reise auf Deutschlands höchsten Berg. Jürgen Eichinger, 2015.